# Catalunya
|  | Aquest article és sobre el país europeu. Pel territori històric i polític vegeu Principat de Catalunya, i per altres definicions Catalunya (desambiguació). |

Situació de Catalunya respecte als Països Catalans

Catalunya (occità: Catalonha) és un país constituït com a comunitat autònoma espanyola situat a la Mediterrània occidental. Se situa a la costa nord-est de la península Ibèrica i limita al nord amb Andorra, així com amb Occitània i la Catalunya Nord, a l'estat francès, a l'oest amb l'Aragó, al sud amb el País Valencià i a l'est amb el mar Mediterrani. Catalunya és la part més extensa del territori històric i cultural del Principat de Catalunya i és un dels territoris pertanyents a l'àmbit lingüístic dels Països Catalans. El novembre de 2023 tenia una població estimada de 8.005.784 habitants (segons l'IDESCAT).
El territori que actualment es coneix com a Catalunya va ser una possessió de l'Imperi Romà que va passar a mans dels gots i dels alans en el segle v. Els musulmans la van conquerir l'any 712, però en van ser expulsats de la riba nord del Llobregat a les darreries del mateix segle i el començament del següent amb el suport de Carlemany, llavors rei dels francs, qui va crear una sèrie de comtats fronterers per administrar-la. Amb el temps, els comtes francs van convertir Catalunya en un territori independent que es va confederar el 1137 amb la Corona d'Aragó, com que era una unió dinàstica cada país va conservar el seu poder polític i administratiu. La corona d'Aragó va acabar la conquesta dels territoris musulmans de Catalunya el 1154. La Corona d'Aragó, posteriorment es va unir a la Corona de Castella el 1476, a conseqüència del casament d'Isabel i Ferran, els reis catòlics. Va conservar les seves institucions autònomes de govern fins a l'acabament de la Guerra de Successió Espanyola el 1714. Uns anys després del seu desmembrament per la cessió al Regne de França del comtat del Rosselló i part del de la Cerdanya. El 1978, va recuperar autonomia i es va constituir com a comunitat autònoma del Regne d'Espanya. El 27 d'octubre de 2017 el Parlament de Catalunya va proclamar la República Catalana, que no es va fer efectiva ni va aparèixer al DOGC, però va comportar l'aplicació de l'article 155 pel govern espanyol durant 218 dies.
El Parlament de Catalunya, recollint el sentiment i la voluntat de la ciutadania de Catalunya, ha definit Catalunya com a nació d'una manera àmpliament majoritària en el Preàmbul de l'Estatut d'Autonomia. Tanmateix, la Constitució espanyola, en l'article segon, reconeix la realitat nacional de Catalunya com a nacionalitat.
La capital n'és Barcelona i té un total de 947 municipis. Dos terços de la població viuen a la regió metropolitana de Barcelona.
La llengua pròpia de Catalunya és el català, excepte a la Vall d'Aran on ho és l'aranès. Tant el català com el castellà, llengua oficial de l'Estat espanyol, són oficials en tot el territori. L'occità, denominat aranès a la Vall d'Aran, és també oficial a Catalunya. Generalment, els catalans són bilingües i parlen les dues llengües principals encara que difereixen respecte a l'idioma que tenen per llengua materna. Segons les dades de 2013, el 99,7 % dels catalans sap parlar castellà mentre que el 80,4 % sap parlar català. A més, l'ús per cada parlant d'un idioma o l'altre depèn amb freqüència de l'àmbit social en el qual s'expressi. Segons les dades de l'Institut d'Estadística de Catalunya, el 36 % dels catalans utilitza el català com a llengua habitual, el 46 % el castellà, el 12 % ambdues i el 0,03 % l'aranès. El 6 % de la població resident de Catalunya utilitza habitualment altres llengües.

## Toponímia i etimologia

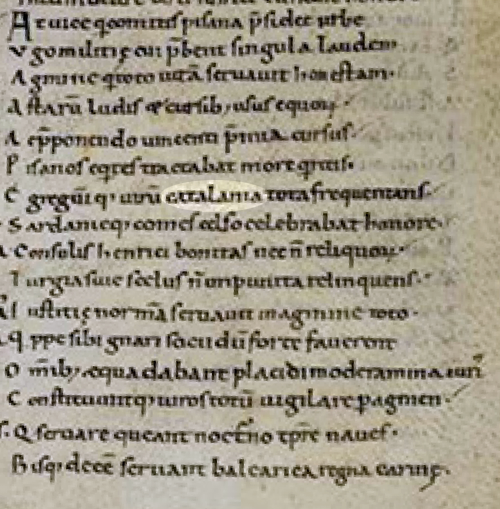
El topònim Catalunya i l'ètnic català apareixen per primera vegada en la Història documentats en un context militar i de guerra. És en el Liber maiolichinus de gestis Pisanorum illustribus, una epopeia medieval llatina escrita a Pisa entre el 1117 i el 1125, que narra la croada militar de pisans, catalans i occitans contra la taifa musulmana de Balears. En el text s'anomena a Ramon Berenguer III com a dux catalanensis (duc català) com a cabdill que lidera els catalanicus hostes (exèrcits catalans) i els catalanicus heros (herois catalans), i s'anomena a la seva pàtria com Catalania (Catalunya). Biblioteca Universitaria di Pisa, ms. 723, f. 40

El nom de Catalunya, com a tal, es va començar a utilitzar a mitjan segle xii per designar un conjunt de comtats fronterers que es van desvincular, gradualment, de la tutela franca fins a esdevenir sobirans, als quals sovint hom ha anomenat amb el terme poc acurat de Marca Hispànica. L'origen del mot Catalunya encara és incert i obert a interpretacions. Una teoria és que deriva de fa referència a la presència de nombrosos castells, i que hauria evolucionat del terme castlà, el governador d'un castell. D'acord amb aquesta teoria, el terme «castellà» en seria anàleg. Una altra teoria suggereix que Catalunya prové de Gotholàndia, és a dir, la terra dels gots; de fet, els francs sovint anomenaven el territori català com a Gòtia.
Hom també ha volgut relacionar el terme amb Talunya o Taluniya, una localitat musulmana a la regió d'Ath-Thaghr al-Alà pròxima a Lleida. És esmentada per l'historiador i geògraf musulmà Al-Udhrí (1002 – ca. 1085) en la seva obra Tarsi al-akhbār. Segons aquest, estava situada a mitjan camí entre Lleida i Osca, fet que porta molts experts a identificar-la amb Montsó. Es tractaria d'un nom d'origen ibèric. Durant l'època sarraïna disposà d'una fortificació o castell (qalat en àrab), que donà qalat Talunya o, usant la contracció qa- per referir-se a castell, qa Talunya ('castell de Talunya'). Segons aquesta hipòtesi, els àrabs anomenarien els habitants de la Gòtia com 'els que viuen més enllà de qa Talunya'. L'origen àrab, a través d'un topònim iber, podria explicar la falta de correspondència exacta entre el gentilici català i el topònim Catalunya. L'historiador Joan Vernet i Ginés sosté aquesta tesi.
Altres teories suggereixen que prové d'un mític príncep germànic, Otger Cataló, tal com diu una llegenda, o ho relacionen amb la tribu gal·la dels catalauns, o el fan venir dels lacetani, tribu que habitava les terres del Bages i l'Anoia, i que per influència italiana hauria evolucionat a catelans i d'aquí a catalans, tal com proposà Joan Coromines.
El concepte Principat de Catalunya és un terme jurídic (en llatí principatus) que aparegué al segle xiv per indicar l'entitat política sota jurisdicció de les Corts Catalanes, el sobirà del qual (en llatí, princeps) era el comte de Barcelona, el qual des de la segona meitat del segle xii era també rei d'Aragó. Tot i no posseir formalment el títol de regne, el Principat de Catalunya es trobava jurídica i institucionalment equiparat amb els altres estats de la Corona d'Aragó, particularment amb els regnes d'Aragó i de València, els quals tenien com a únic nexe comú la figura del monarca.

## Història

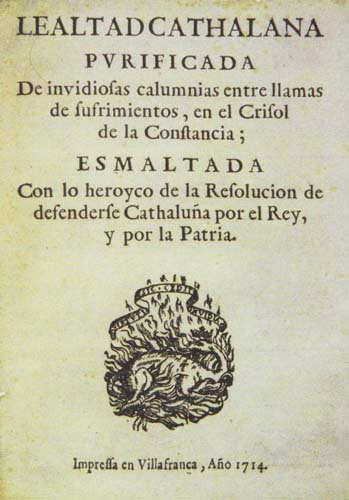
El 1714 la radicalització política catalana accentuà els plantejaments republicans. L'opuscle Lealthad Catalana publicat el 1714 sostenia que a la Nació només la representen les Corts, soles, com a reunió dels tres braços, sense la necessària presència del rei: «Solo las resoluciones que se toman en cortes de un reyno o provincia son las que se atribuyen a la Nación […], que sólo se representa en sus braços unidos. Toda la Nación Cathalana, junta en sus Braços, resolvió el defenderse por el rey, en cuyo dominio estava […]».

La història de Catalunya, tant al nord com al sud dels Pirineus es pot dividir en les següents etapes:
- Història geològica de Catalunya
- Prehistòria a Catalunya
- Període iber a Catalunya
- Període romà a Catalunya
- Període visigot a Catalunya
- Edat mitjana de Catalunya
- Edat moderna de Catalunya
- Història contemporània de Catalunya
- Segle XX a Catalunya

El territori que ocupa Catalunya fou conquerit per l'Imperi Romà el 218 aC i formà part de la província Tarraconense; al segle v la Tarraconense fou conquerida pels gots i formà part del Regne de Toledo. El 712 els musulmans derrotaren els gots i ocuparen la Tarraconense, però a finals d'aquell mateix segle en foren expulsats de la part nord pels francs amb el suport de Carlemany. La Gòtia franca fou organitzada en comtats, que a l'extinció de la dinastia carolíngia no renovaren el vassallatge a la nova dinastia reial franca. El comte de Barcelona va apoderar-se de diversos comtats i el 1137 es casà amb Peronella, filla del rei d'Aragó, constituint una unió dinàstica entre ambdós llinatges. Alfons el Cast, el primer a ser rei d'Aragó i comte de Barcelona, unificà políticament l'heterogeni grup de comtats catalans que estaven sota la jurisdicció mitjançant tres documents de caràcter legislatiu, jurídic i cultural: els Usatici Barchinonae (Usatges de Barcelona), el Liber domini regis (Llibre del domini del rei), i la Gesta Comitum Barchinonensium (Gestes dels comtes de Barcelona), documents que configuraren Catalunya com un estat medieval amb un corpus legislatiu i judicial unificat, uns referents culturals comuns, i unes fronteres que foren definides com «la terra que va des de Salses fins a Tortosa i Lleida» («de Salsis usque Dertusam et Ilerdam cum suis finibus»). Administrativament, Catalunya fou articulada mitjançant una estructura jurisdiccional d'àmbit territorial, les vegueries, al capdavant de les quals hi havia un representant de l'autoritat reial, el veguer. La fundació de Catalunya com a estat es veu representada per l'aparició del terme Cathalonia en la documentació legal de la cancelleria del rei d'Aragó, que passà de tenir la mera i vaga accepció geogràfica anterior a esdevenir la denominació oficial d'un espai polític i ètnic definit.
El 1319 el rei Jaume el Just consagrà la «Unió» indissoluble d'Aragó, València i Catalunya, transformant la unió dinàstica en una imperfecta però efectiva federació d'estats anomenada Corona d'Aragó respectant les singularitats de cada territori i desenvolupant-hi una estructura política equivalent i similar entre si: Parlaments, Generalitats i sistema constitucional. La unió dinàstica del Casal d'Aragó amb la Dinastia Trastàmara i la Dinastia dels Habsburg no alterà el sistema constitucional dels estats de la Corona d'Aragó. El 1640 el projecte centralista del comte duc d'Olivares desencadenà la Guerra dels Segadors, que acabà ocasionant la separació del regne de Portugal i pèrdua per cessió al Regne de França dels Comtats de Rosselló i Cerdanya. L'entronització de la Dinastia borbònica desencadenà la Guerra de Successió Espanyola a escala europea i a causa dels continus conflictes entre els funcionaris de Felip V i els funcionaris de la Corona aragonesa, va créixer a Catalunya un sentiment de suport a l'Arxiduc Carles convertí el conflicte en una guerra interna entre els estats de la Monarquia Catòlica. La guerra acabà amb la cessió d'estats hispànics d'Itàlia, de Flandes, de Menorca i Gibraltar, i la imposició de l'absolutisme borbònic amb els Decrets de Nova Planta. L'assimilació de la Corona d'Aragó per la Corona de Castella fou l'inici de l'estat nació espanyol, que continuà mitjançant la imposició de les característiques de l'ètnia dominant, en aquest cas la castellana, sobre les de les altres ètnies, esdevingudes minories nacionals a assimilar mitjançant polítiques nacionalistes.
El col·lapse de l'Antic Règim absolutista al llarg del segle xix i l'establiment de règims lliberals no suposà la recuperació del sistema constitucional propi de Catalunya i dels altres estats de la Corona d'Aragó, sinó que consagraren el Regne d'Espanya com un règim polític centralitzat. Al llarg del segle xx s'assajaren diferents mètodes de descentralització administrativa com la Mancomunitat de Catalunya o la Generalitat republicana, però no fou fins a la promulgació de la Constitució espanyola de 1978 i l'aprovació de l'Estatut d'Autonomia quan es consolidà l'actual sistema espanyol de delegació politicoadministrativa en les comunitats autònomes. L'Estatut d'Autonomia de Catalunya de 2006 estatueix en el seu preàmbul que «el Parlament de Catalunya, recollint el sentiment i la voluntat de la ciutadania de Catalunya, ha definit Catalunya com a nació», tot i que la vigent Constitució espanyola limita el reconeixement de la realitat nacional de Catalunya al d'una nacionalitat històrica.
La sentència de l'estatut de 2010, entre d'altres, va revifar el sentiment independentista i va ser el detonant per activar un procés independentista català, que va celebrar manifestacions multitudinàries el 2010, 2012, 2013, 2014, fins que les eleccions al Parlament de Catalunya de 2015 van donar lloc a un Parlament amb majoria absoluta independentista. El president de la Generalitat Carles Puigdemont va convocar un Referèndum d'autodeterminació que es va celebrar l'1 d'octubre de 2017 i va donar més d'un 90 % de vots a favor del sí. Pocs dies després va fer una declaració parcial d'independència, a l'espera d'una mediació internacional. Finalment, el 27 d'octubre de 2017 el Parlament de Catalunya va aprovar la Proclamació de la República Catalana que va quedar sense efecte per l'aplicació de l'Article 155 de la Constitució espanyola.

## Geografia física
Catalunya té una superfície aproximada de 32 000 km². Limita al nord amb Andorra (65,3 km) i França—el Departament dels Pirineus Orientals, de l'Arieja i de l'Alta Garona—(315 km), a l'oest amb l'Aragó (359,9 km), al sud amb el País Valencià (52,9 km) i a l'est amb la mar Mediterrània. La seva situació geogràfica ha afavorit, des de temps medievals, una relació propera i intensa amb la resta dels països mediterranis i alhora amb l'Europa continental.
Aproximadament el 28,7 % del sòl de Catalunya es dedica als conreus; el 15,7 % són prats i pastures, l'1 % correspon a rius; el 43,4 % a boscos, el 6,7 % a àrees urbanes o urbanitzables, i el 4,6 % a altres activitats no especificades.

### Topografia
Catalunya té una diversitat geogràfica molt marcada, tenint en compte la superfície relativament petita del seu territori. La geografia està condicionada pel litoral mediterrani, aquest, amb 580 quilòmetres de costa, i les grans unitats de relleu dels Pirineus al nord. El relleu català presenta, a grans trets, tres unitats morfoestructurals generals:
- els Pirineus: la formació muntanyosa que connecta la península Ibèrica amb el territori continental europeu, i situats al nord de Catalunya;
- el Sistema Mediterrani Català o les Serralades Costaneres Catalanes: una alternança d'elevacions i planes paral·leles a la costa mediterrània; i
- la Depressió Central Catalana: unitat estructural que configura el sector oriental de la Vall de l'Ebre.

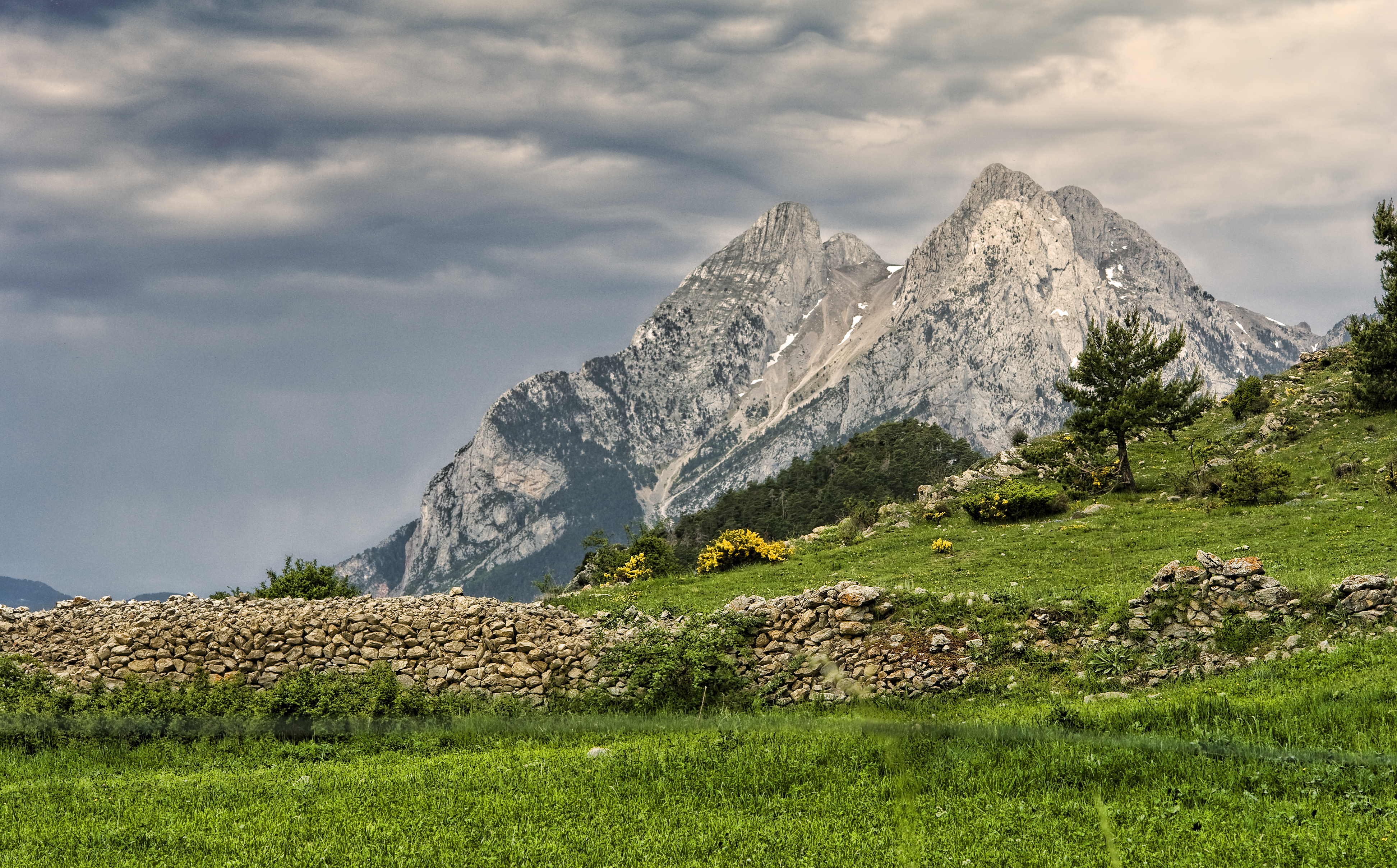
Pedraforca

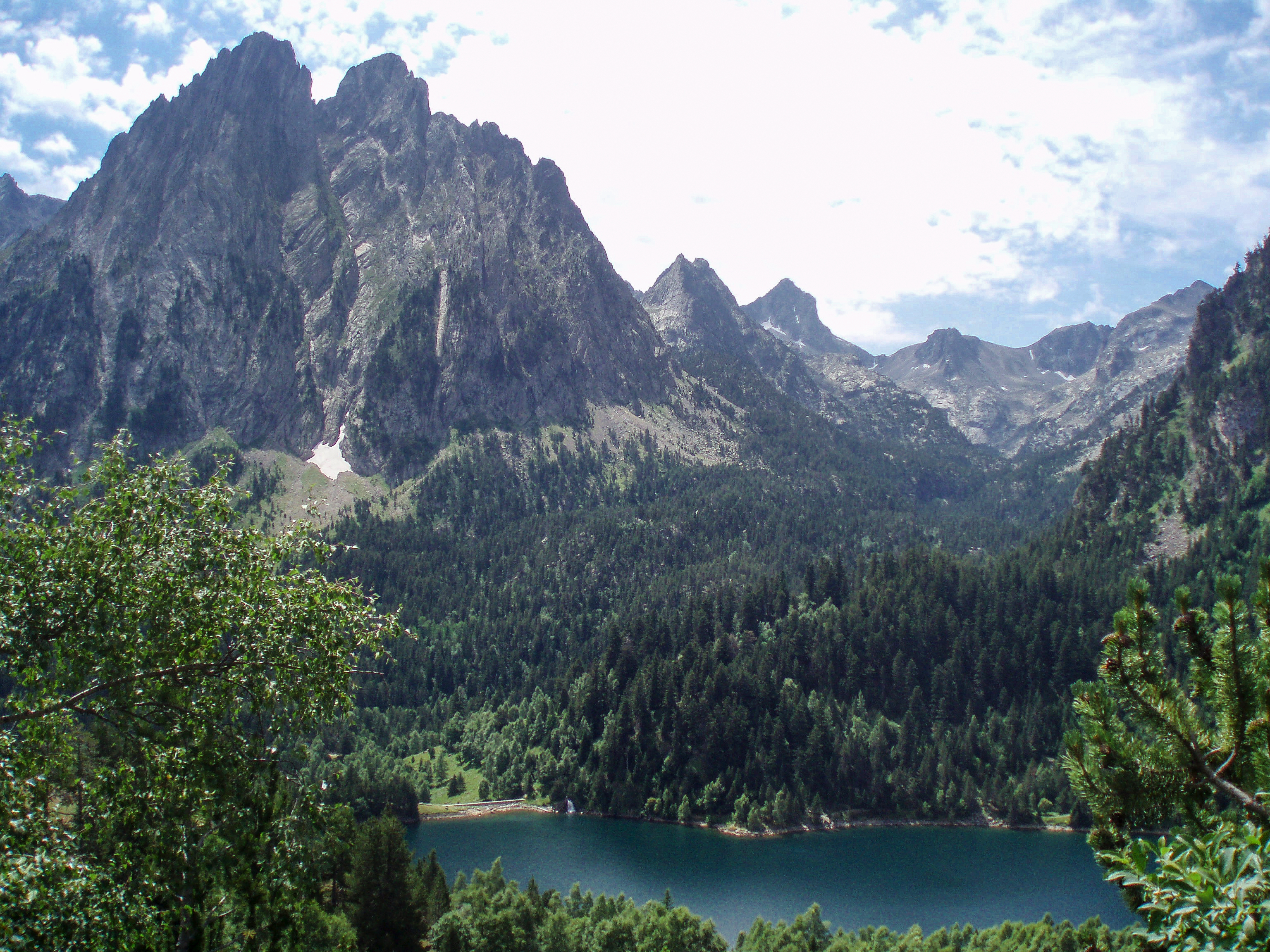
Els Encantats, dos pics emblemàtics dels Pirineus i l'estany de Sant Maurici.

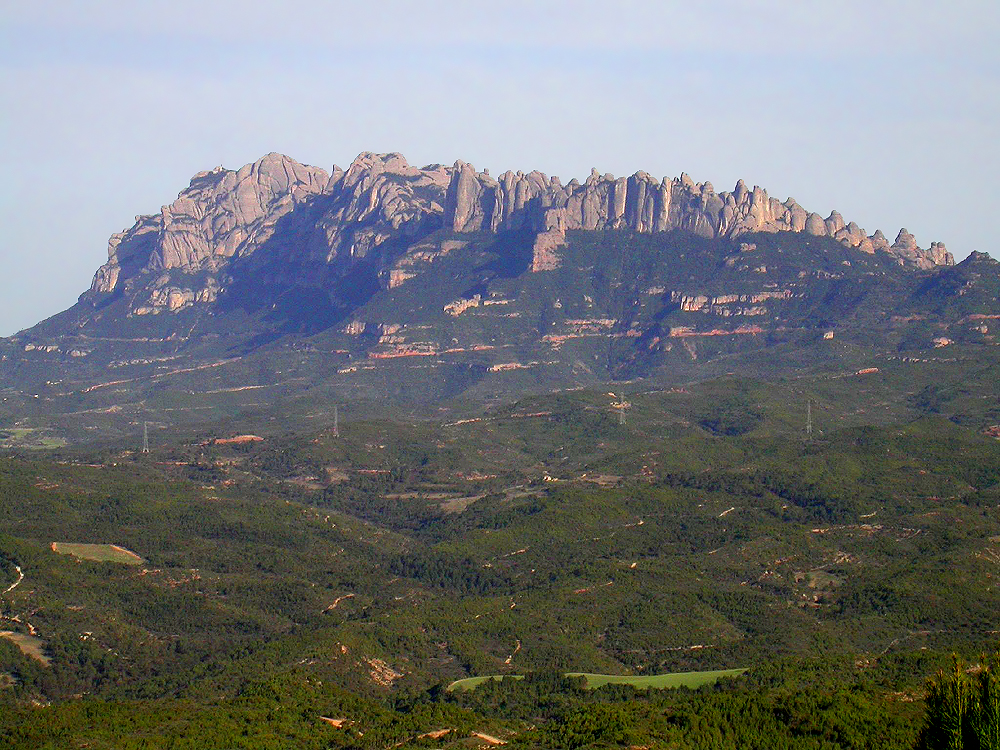
Montserrat

Els Pirineus catalans representen gairebé la meitat, en longitud, de tot el Pirineu, ja que s'estén per més de 200 km. Tradicionalment, s'ha diferenciat el Pirineu Axial, el principal del Prepirineu (meridional al territori català) i que són formacions muntanyoses paral·leles a les serralades principals però amb altituds menors, menys escarpades i d'una formació geològica diferent. Ambdues unitats són més amples a l'occident que no pas a l'orient, on es presenten els pics més elevats. L'elevació més alta de Catalunya, que es troba al nord de la comarca de Pallars Sobirà, és la Pica d'Estats amb 3143 m, seguida del Puigpedrós (2914 m) i el Puigmal (2910 m) tots dos a la frontera amb França. Al Prepirineu hi destaquen diverses serralades com la serralada del Cadí o la de Pedraforca.
El Sistema Mediterrani Català té la seva base en dues serralades més o menys paral·leles amb la costa, en una orientació del nord-oest cap al sud-oest. Aquestes dues serralades són la Serralada Litoral i la Serralada Prelitoral. La Serralada Litoral és de menor extensió i amb altituds menors, mentre que la Serralada Prelitoral és major tant en extensió com en altitud. Dins el sistema es troba una sèrie de terres planes, les entitats majors de les quals formen la Depressió Litoral i la Depressió Prelitoral. La Depressió Litoral se situa a l'est de la Serralada Prelitoral cap a la costa. La Depressió Prelitoral, per contra, se situa a l'interior, entre les dues serralades, i constitueix la base de les terres planes del Vallès i el Penedès. Altres planes majors són la Depressió de la Selva i la Plana de l'Empordà, majoritàriament a les comarques de la Selva i l'Alt i el Baix Empordà respectivament. Finalment, el Sistema també inclou la Serralada Transversal i el Subpirineu, que són formacions tardanes al nord de la Serralada Prelitoral i amb contacte amb els Pirineus i Prepirineus que originen altituds mitjanes i, en el cas de la primera, volcans a l'àrea de la Garrotxa, la principal zona volcànica del camp volcànic català.
La Depressió Central Catalana és una plana situada entre els Pirineus i la Serralada Prelitoral. Les comarques del sud de la província de Lleida i les centrals de Barcelona ocupen aquest territori. Les terres de la Depressió se situen entre els 200 i els 600 m d'altitud. Les planes i les aigües que descendeixen dels Pirineus han fet que el territori sigui fèrtil pels camps de conreu i s'hi han construït nombrosos canals d'irrigació.

### Hidrografia
Gairebé la totalitat de Catalunya pertany a la conca mediterrània. La xarxa hidrogràfica catalana està integrada per dues conques hidrogràfiques importants, la de l'Ebre i les conques internes de Catalunya, totes desguassant a la Mediterrània. A més, hi ha la conca de la Garona que desemboca a l'oceà Atlàntic, però només abasta l'1,73 % del territori català.

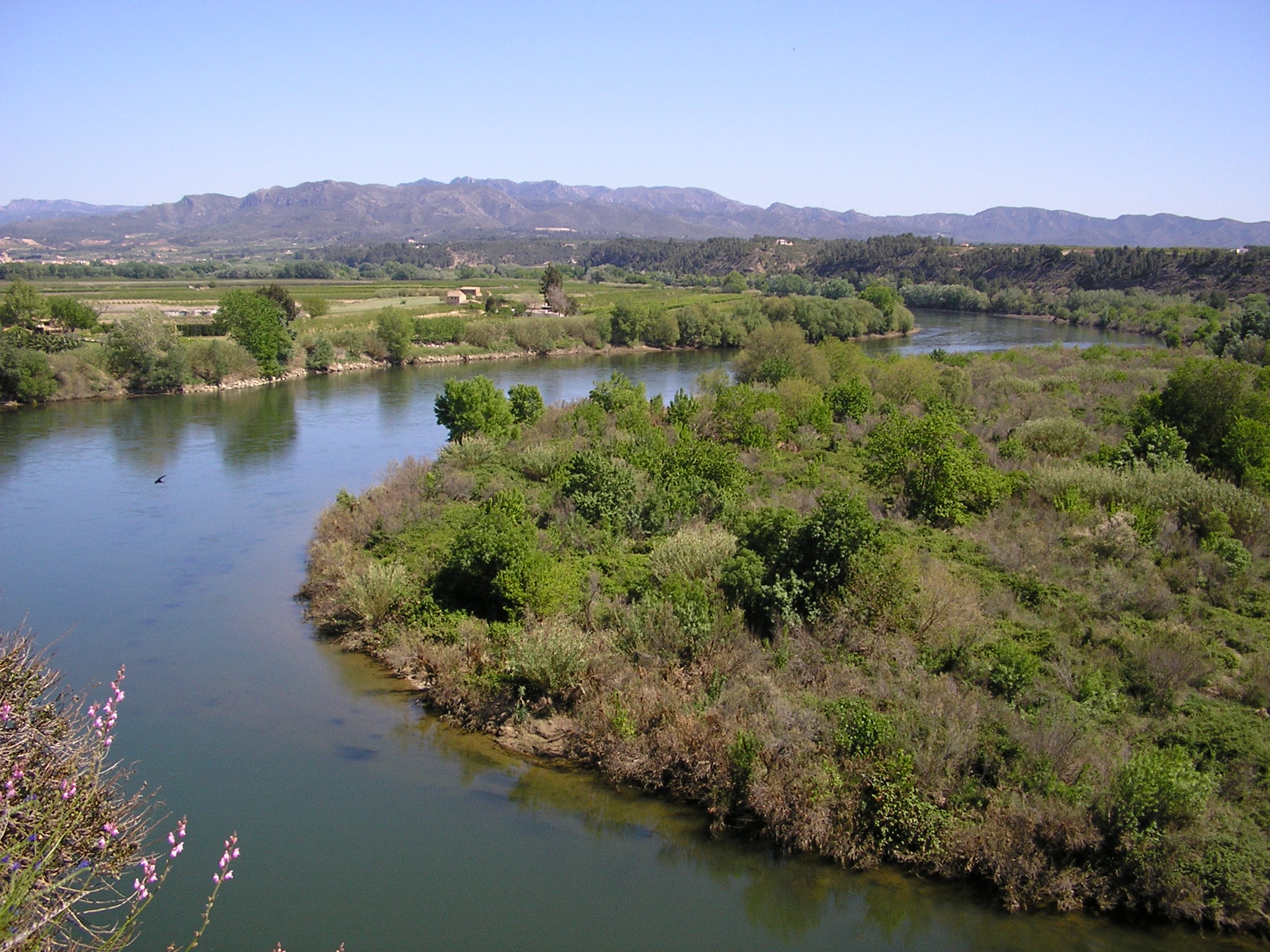
L'Ebre a Miravet

La xarxa hidrogràfica es pot dividir en dos sectors, un de vessant occidental o de l'Ebre i un de vessant oriental format per rius menors que desemboquen a la Mediterrània al llarg del litoral català. El primer aporta una mitjana de 18 700 hm³/any, mentre que la segona només aporta una mitjana de 2020 hm³/any. La diferència és deguda a la gran aportació de l'Ebre, del qual el Segre és un important tributari. A Catalunya hi ha, a més a més, una relativa riquesa d'aigües subterrànies, tot i que també existeix la desigualtat entre comarques, atesa l'estructura geològica complexa del territori. Als Pirineus catalans hi ha molts estanys petits, restes de l'època glacial. El major n'és el de Banyoles.
La costa catalana és gairebé rectilínia, amb una longitud superior als 500 km i amb pocs accidents geogràfics—els més rellevants són el cap de Creus i el golf de Roses al nord, i el delta de l'Ebre al sud. On la Serralada Litoral se submergeix dins el mar, ho fa en dos segments, un entre l'Estartit i la població de Blanes (la Costa Brava) i més al sud, les costes de Garraf.

### Clima

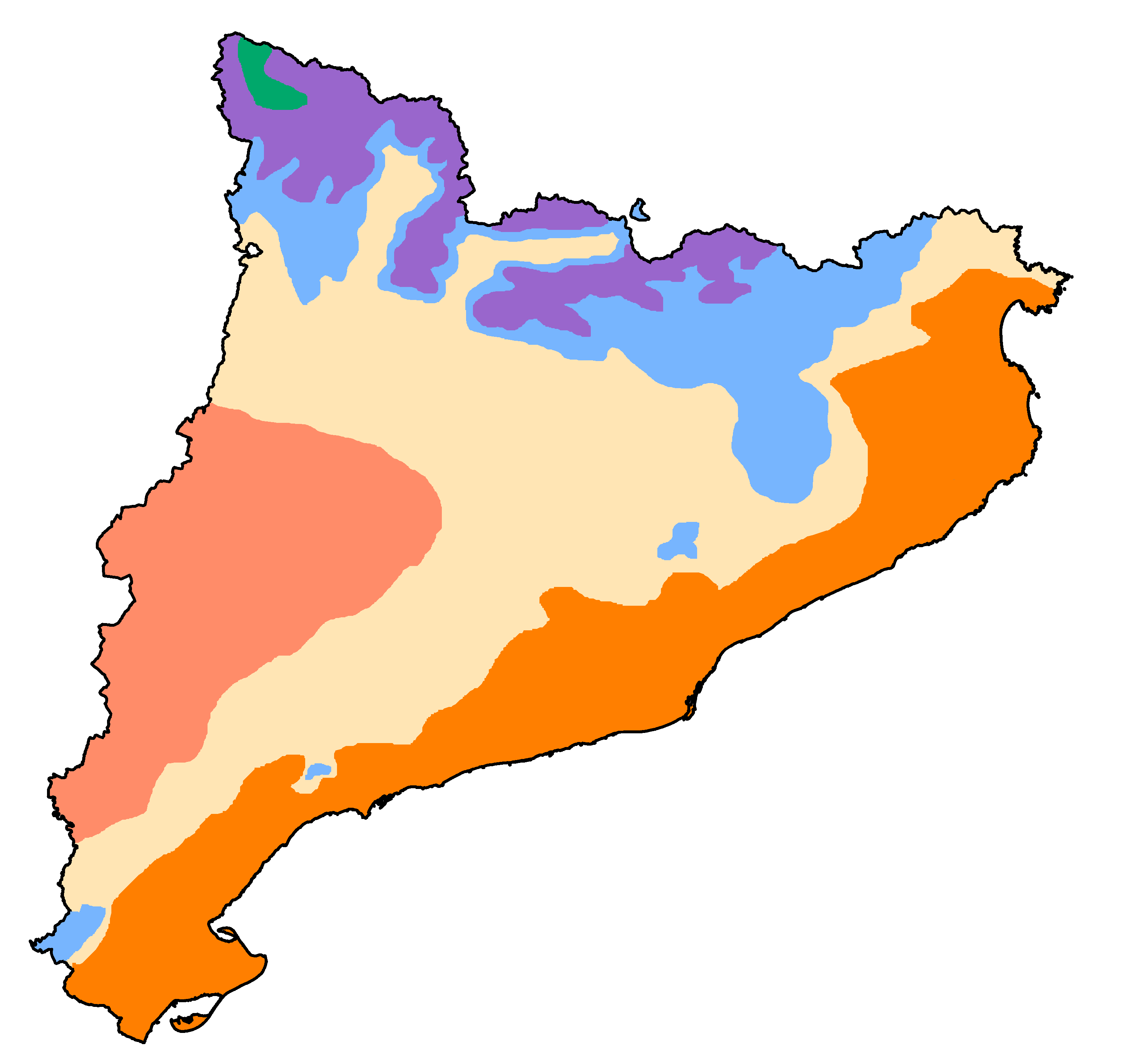
Els climes de Catalunya:
Clima atlàntic
Clima alpí
Clima mediterrani de muntanya alta
Clima mediterrani de muntanya mitjana
Clima mediterrani litoral
Clima mediterrani continentalitzat

Catalunya gaudeix d'un clima mediterrani temperat propi de la seva latitud a l'hemisferi septentrional. Així i tot, atesa la seva variada topografia, hi ha una diversitat de climes i trets particulars. Les temperatures mitjanes anuals oscil·len des dels 0 °C als Pirineus, fins als 17 °C a la costa del sud; les temperatures màximes poden arribar als 43 °C (a les Garrigues), i les mínimes als -30 °C (als Pirineus).
Quant a la pluviositat, Catalunya pot dividir-se en dues regions:

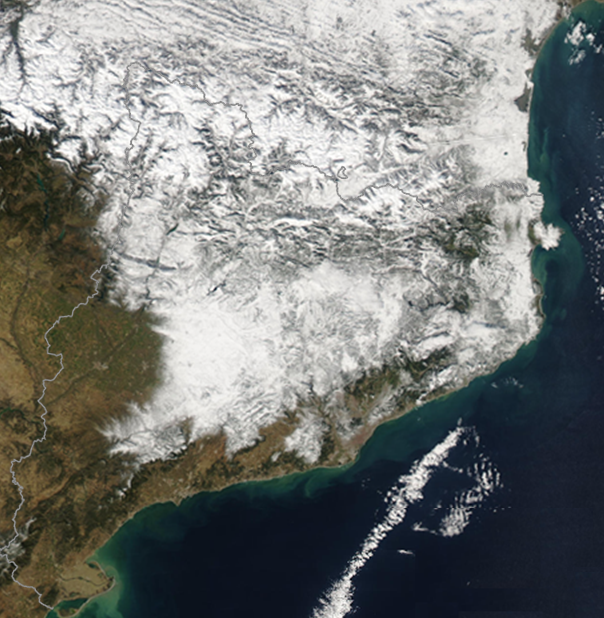
Imatge de satèl·lit de Catalunya a l'hivern (març de 2010)

- Imatge de satèl·lit de Catalunya a l'hivern (març de 2010)la Catalunya humida, integrada pels Pirineus, els Prepirineus, el Subpirineu i alguns illots muntanyosos de la serralada Prelitoral, on la pluviositat és superior als 700 mm anuals; i
- la Catalunya seca; la resta del territori, on la pluviositat és inferior als 700 mm anuals.

La pluviositat té una tendència equinoccial. Al Mediterrani, els estius són secs i hi ha pluges primaverals. Als Pirineus, les precipitacions hi són abundants durant maig i juny, i els estius, en general, són humits.
En considerar tant les temperatures com la pluviositat, Catalunya es divideix en tres grans dominis climàtics:
- un de clima alpí (als alts Pirineus);
- un de clima atlàntic (a la conca de la Garona);
- i un de clima mediterrani (la resta del territori), que se subdivideix en una àrea de muntanya alta i una de muntanya baixa.

### Protecció de la natura
El 1990 el govern català va crear el Consell de Protecció de la Natura, un òrgan consultiu en matèria de protecció de la natura i del paisatge, amb el propòsit de conèixer, estudiar, protegir i gestionar el medi natural català. Existeixen onze parcs naturals a Catalunya: el Parc Natural de l'Alt Pirineu, Aiguamolls de l'Empordà, el Parc Natural del Cadí-Moixeró, el Cap de Creus, els Ports, el Delta de l'Ebre, Parc Natural del Montseny, Montserrat, Sant Llorenç del Munt, la Serra de Montsant i la Zona volcànica de la Garrotxa; un parc nacional, Aigüestortes i Estany de Sant Maurici; una reserva natural, la Delta del Llobregat; i una reserva marina, les Illes Medes.

### Fauna

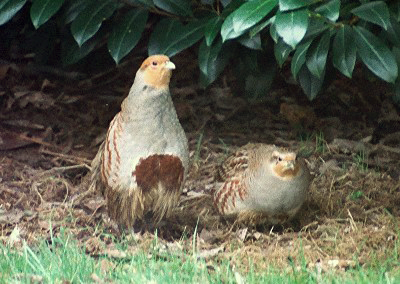
Les perdius xerres són uns dels ocells comuns a Catalunya

La fauna de Catalunya es compon a grans trets d'una combinació d'una minoria d'animals endèmics de la regió i una majoria d'animals que també estan presents en altres indrets. Gran part del Principat de Catalunya gaudeix d'un clima mediterrani (exceptuant les regions de muntanya), cosa que fa que molts dels animals que hi viuen estiguin adaptats als ecosistemes mediterranis. Les activitats humanes han posat en perill la biodiversitat animal de Catalunya, posant algunes espècies en perill i extingint-ne altres, com ara el llop gris o probablement l'os bru. D'altra banda, el govern també ha delimitat zones protegides per tal de conservar la riquesa natural de Catalunya.

### Biodiversitat
Catalunya és un mostrari de paisatges europeus a petita escala. Poc més de 30 000 km quadrats allotgen una gran varietat de substrats, sòls, climes, orientacions, altituds i distàncies al mar. El conjunt és d'una gran diversitat ecològica, i d'una notable riquesa de paisatges, hàbitats i espècies. Hi ha més de 600 tipus d'hàbitats naturals i seminaturals. Un 65 % del territori manté un alt grau de naturalitat, però alhora és molt vulnerable, per les pressions a què està sotmès. Més de 7 milions d'habitants es concentren en el 30 % del territori principalment al litoral. A una intensa activitat agrícola, ramadera i industrial, s'hi afegeix una gran afluència turística –més de 20 milions de visitants anuals-, una alta taxa d'urbanització dispersa
i una densa xarxa d'infraestructures viàries. La pressió que genera aquest model de vida fa que la petjada ecològica del país superi amb escreix la superfície administrativa.

## Política i govern

### La Generalitat de Catalunya

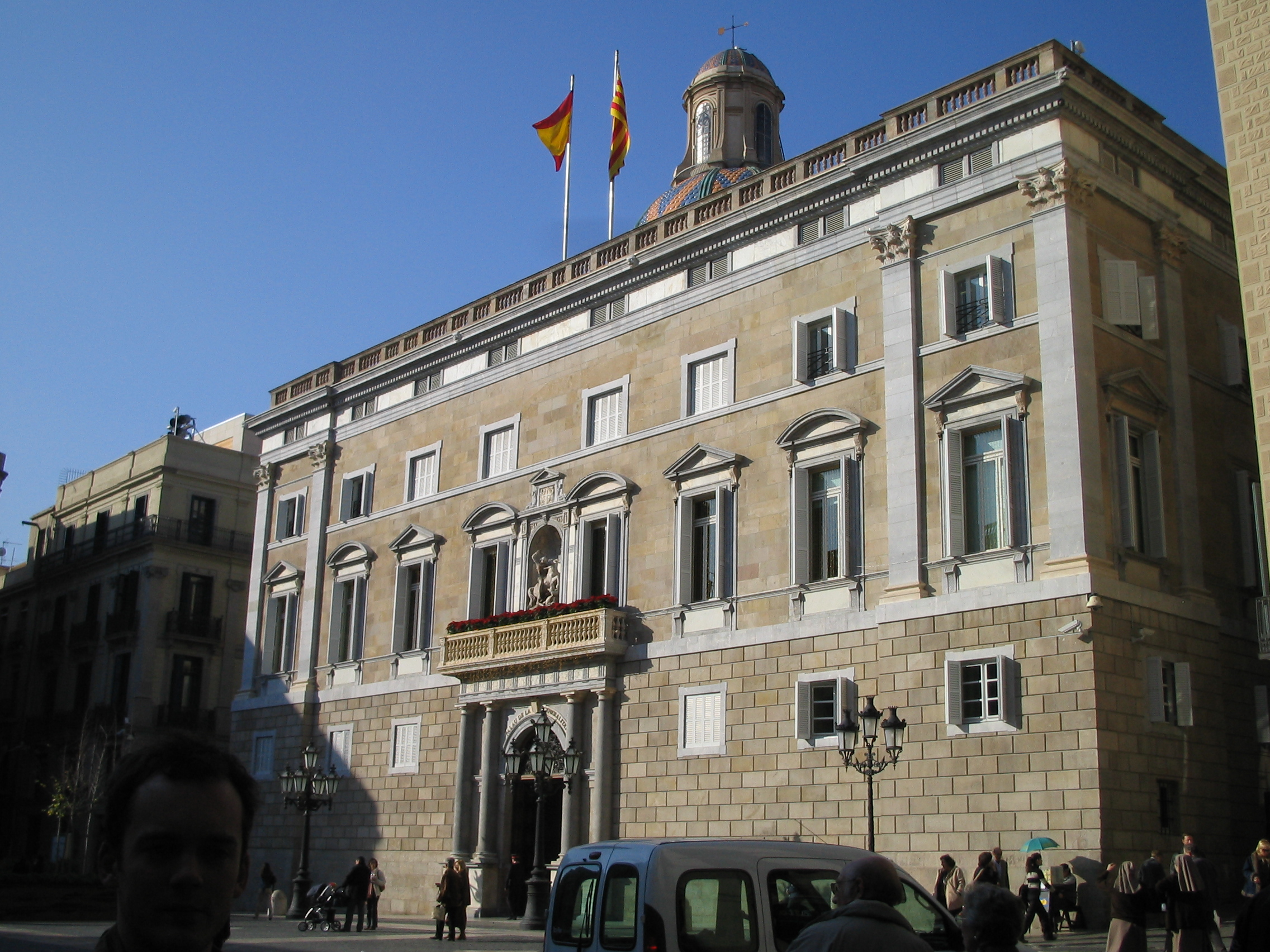
Palau de la Generalitat

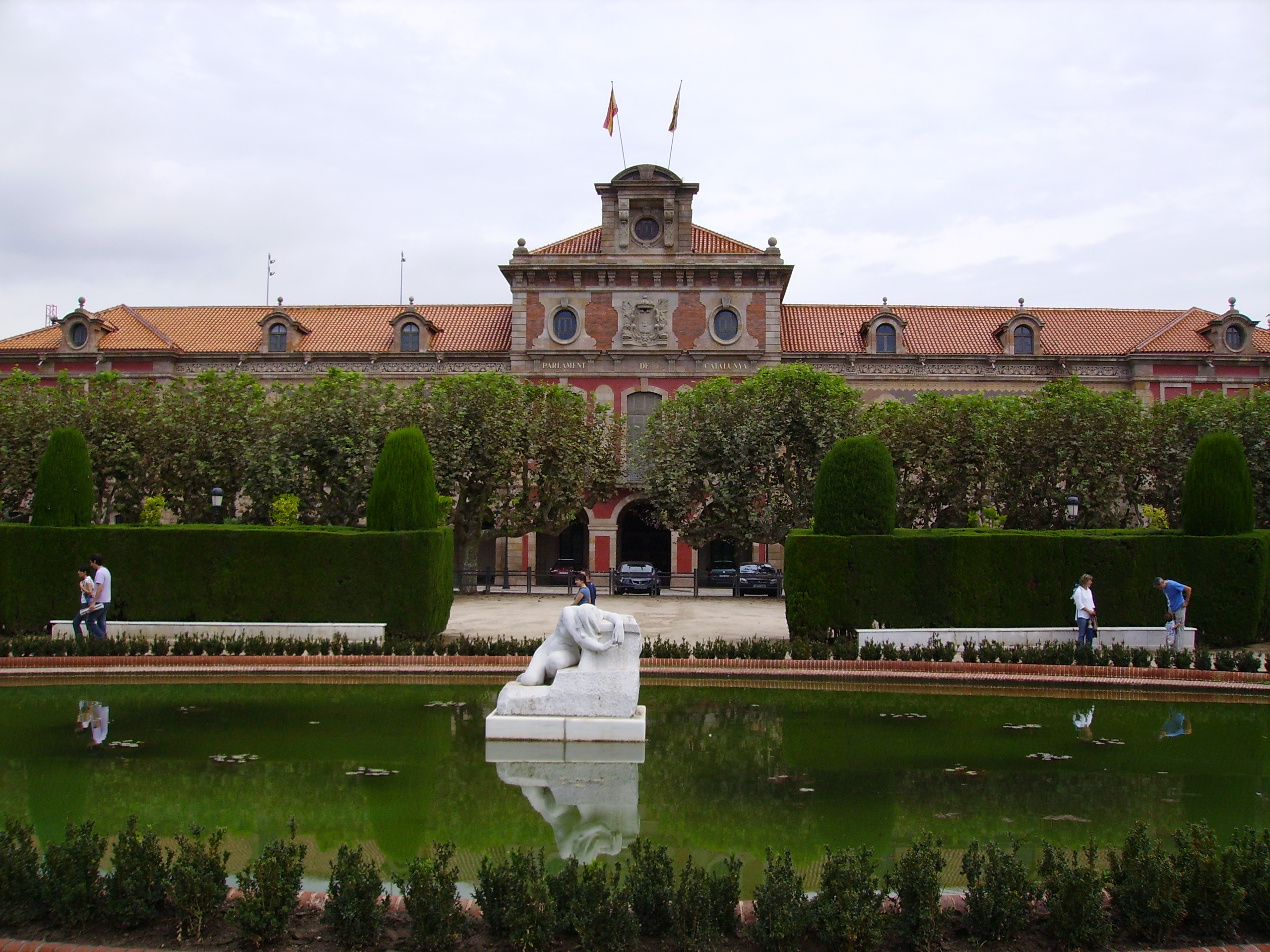
Parlament de Catalunya.

La comunitat autònoma de Catalunya exerceix el seu autogovern que la Constitució espanyola li garanteix com a nacionalitat. La norma institucional bàsica de Catalunya és l'Estatut d'Autonomia. D'acord amb aquest, l'autogovern de Catalunya s'organitza políticament en l'administració de la Generalitat de Catalunya. La Generalitat de Catalunya està formada per diverses institucions de govern, entre elles:
- el Parlament de Catalunya: el poder legislatiu del govern català; al parlament es realitza el debat polític i es controla i impulsa l'acció política i de govern. Entre les seves potestats, el Parlament aprova els pressupostos de la Generalitat. Està constituït per un mínim de 100 diputats i un màxim de 150, elegits per representació proporcional amb llistes de partits tancades, per un termini de quatre anys;
- la Presidència de la Generalitat, encapçalada pel president. El president és la més alta representació de la Generalitat i alhora de l'Estat espanyol a Catalunya. La seva funció és dirigir les accions del Govern; per tant és el representant del poder executiu de Catalunya; i
- el Govern o Consell Executiu és l'òrgan superior col·legiat que dirigeix l'acció política i l'administració de la Generalitat. El Govern està presidit pel president de la Generalitat, el conseller primer i els altres consellers. D'acord amb aquest, les competències principals del Govern són en l'àmbit de l'educació, la sanitat i la cultura. El finançament de la Generalitat és regulat per la Llei orgànica de finançament de les comunitats autònomes i per l'Estatut d'Autonomia de Catalunya.

A més d'aquestes institucions, les altres institucions de la Generalitat són totes les que creï el Parlament mateix. Com a òrgans de garantia i control, en l'actualitat formen part de la Generalitat, el síndic de greuges, el garant dels drets i les llibertats dels ciutadans, la Sindicatura de Comptes de Catalunya que controla els comptes econòmics de les institucions públiques de Catalunya, i el Consell de Garanties Estatutàries, que vetlla per l'adequació a l'Estatut i a la Constitució de l'Estat espanyol de les disposicions de la Generalitat.
La màxima institució del poder judicial a Catalunya recau sobre el Tribunal Superior de Justícia, segons l'Estatut del 2006. Les competències del Tribunal Superior de Justícia inclouen conèixer els recursos i procediments en els diversos ordres institucionals i tutelar els drets reconeguts per l'Estatut. En tot cas, és competent en els ordres jurisdiccionals, civil, contenciós administratiu i social, i en els altres que es puguin crear en el futur.

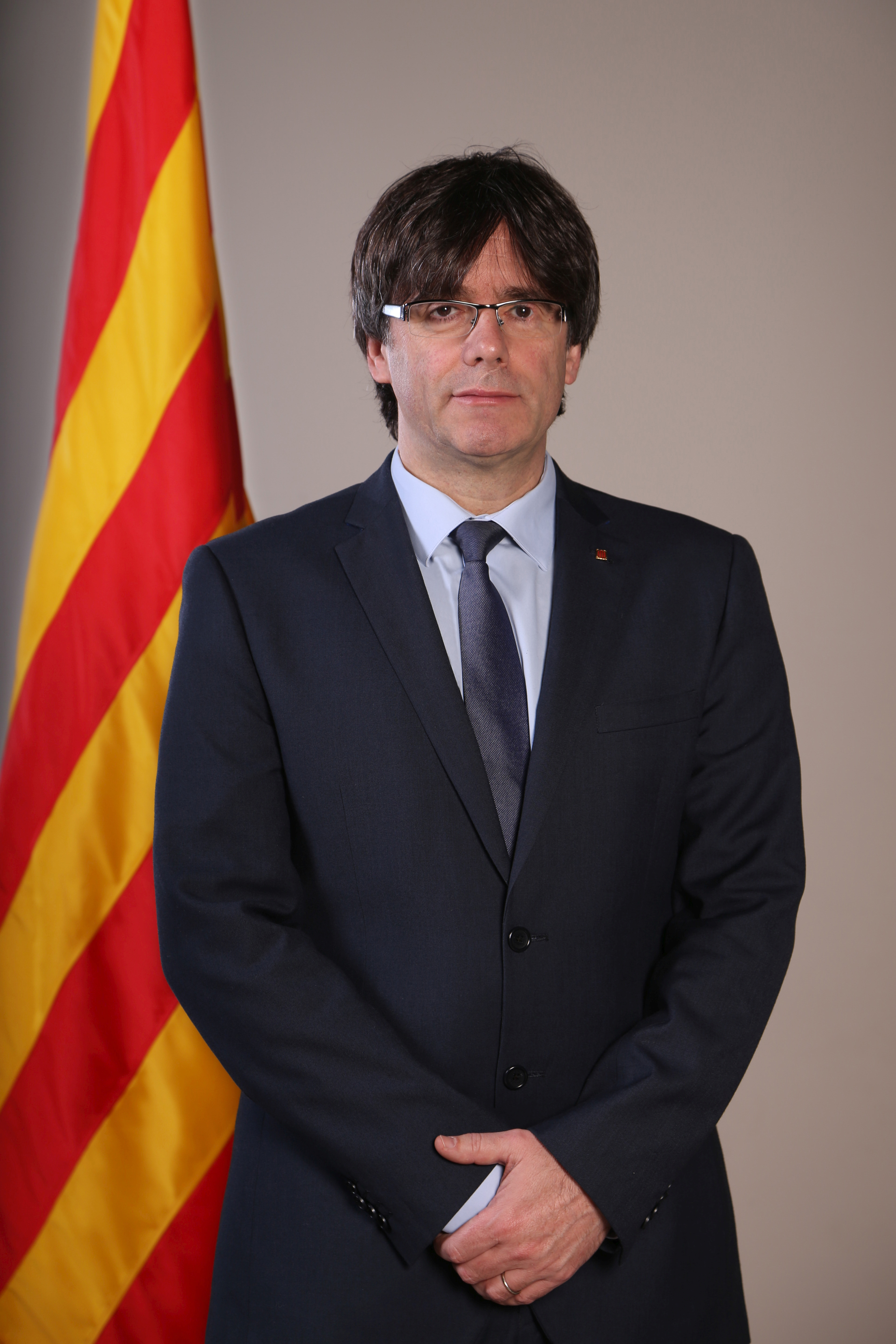
El retrat oficial de Carles Puigdemont, el 130è President de la Generalitat.

El Govern és part integrant de la Generalitat de Catalunya. La capital i seu del Govern és la ciutat de Barcelona. El president de la Generalitat entre 1980 i 2003 ha estat Jordi Pujol i Soley, de Convergència i Unió, que fou seguit per Pasqual Maragall i Mira, del Partit dels Socialistes de Catalunya, entre el 2003 i el 2006, per José Montilla Aguilera, entre el 2006 i finals del 2010, també del Partit dels Socialistes de Catalunya, seguit d'Artur Mas i Gavarró, de Convergència i Unió, entre el 2010 i el 2016. Després de les eleccions del 27 de setembre del 2015, un cop constituït el nou Parlament, el 10 de gener va ser elegit nou president Carles Puigdemont i Casamajó, de Junts pel Sí. El 27 d'octubre del 2017, el Senat d'Espanya va votar a favor l'aplicació del article 155 de la Constitució espanyola, destituint el president Puigdemont i tot el seu govern. Oficialment, la Generalitat va restar sense president, però Puigdemont va conservar el títol de president a l'exili. El 14 de maig del 2018, Joaquim Torra i Pla, independent de Junts per Catalunya, va ser investit president de la Generalitat seguint les eleccions del 21 de desembre del 2017, convocades pel govern de l'estat espanyol.

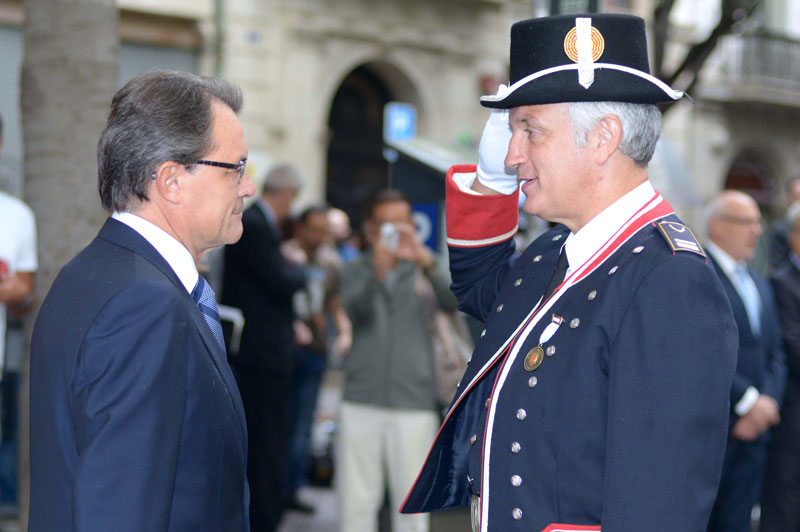
Policia de la Generalitat –Mosso d'Esquadra– amb uniforme de gala, saludant al president Artur Mas.

### Forces de seguretat i justícia
Catalunya també disposa d'una policia pròpia, els Mossos d'Esquadra, la força de policia civil més antiga d'Europa, els orígens de la qual es remunten al segle xviii. Des de 1980 està sota les ordres de la Generalitat, i des del 1994 fins al 2008 va fer un procés de desplegament substituint a la Guàrdia Civil i a la Policia Nacional, cossos dependents directament del Ministeri de l'Interior d'Espanya. L'Estat, però, conserva un nombre limitat d'agents a Catalunya per exercir altres funcions específiques: vigilància dels ports, aeroports, costes, fronteres, duanes, règim general d'estrangeria, documents d'identitat, tràfic d'armes i explosius, protecció fiscal de l'Estat i d'altres funcions que la Constitució estableix.
També en l'àmbit de la seguretat, existeixen en les localitats més importants les Policies Locals, que són cossos policials depenent dels Ajuntaments. En aquests moments existeixen aproximadament 200 d'aquests cossos. Cada Policia Local, també denominat en alguns municipis Policia Municipal (per exemple al Vendrell) o Guàrdia Urbana (per ex. a Barcelona o Reus), és un institut armat, de naturalesa civil amb estructura i organització jerarquitzada.
Exerceixen funcions com:
- Protegir a les autoritats de les corporacions locals, i vigilància o custòdia dels seus edificis i instal·lacions.

Ordenar, senyalitzar i dirigir el tràfic en el nucli urbà, d'acord amb el qual estableixen les normes de circulació.
- Instruir atestats per accidents de circulació dins del nucli urbà.

Policia administrativa, quant a les ordenances, bàndols i altres disposicions municipals dins de l'àmbit de la seva competència.
- Participar en les funcions de policia judicial.
- La prestació d'auxili, en els casos d'accident, catàstrofe o calamitat pública, participant, en la forma prevista en les Lleis, en l'execució dels plans de protecció civil.
- Efectuar diligències de prevenció i quantes actuacions tendeixin a evitar comissió d'actes delictius en el marc de col·laboració establert en les juntes de seguretat.
- Vigilar els espais públics i col·laborar amb les Forces i Cossos de Seguretat de l'Estat i amb la policia de les comunitats autònomes la protecció de les manifestacions i el manteniment de l'ordre en grans concentracions humanes, quan siguin requerits per a això.
- Cooperar en la resolució dels conflictes privats quan siguin requerits per a això.

### Els símbols nacionals
Catalunya té tres símbols representatius i distintius propis anomenats estatutàriament símbols nacionals: la bandera, l'himne i la festa nacional.

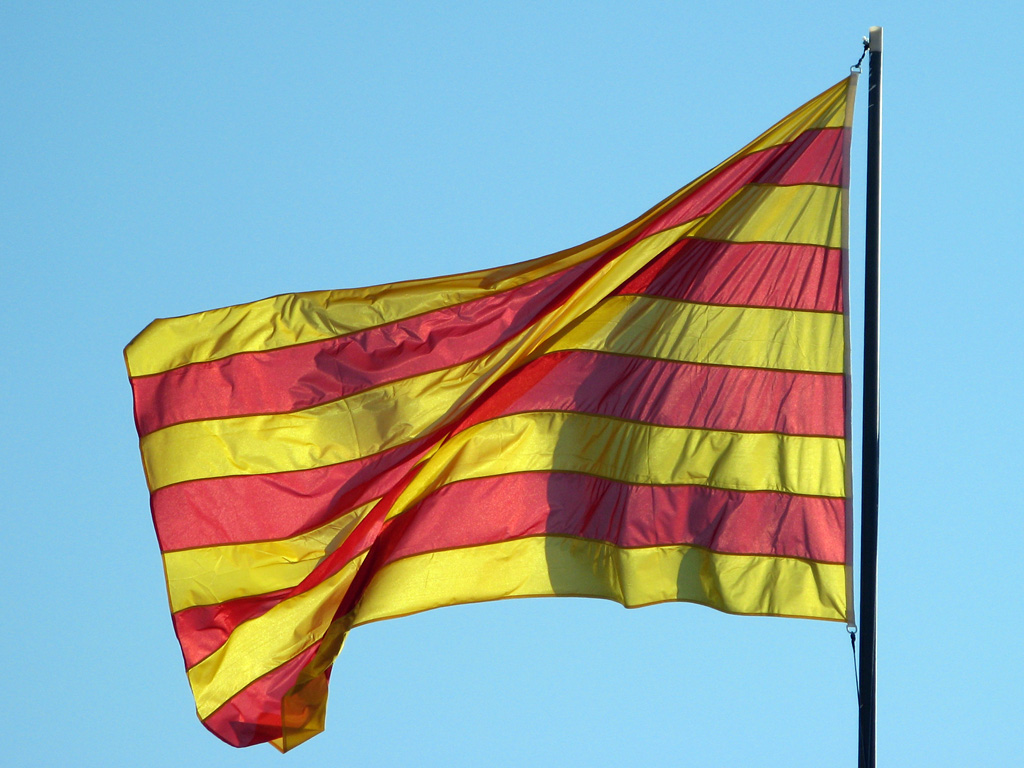
Bandera de Catalunya.

Escut de Catalunya.

La bandera o senyera, va sorgir de la translació del senyal de l'escut dels comtes de Barcelona a un teixit. Encara que no n'hi ha cap referència documental abans del segle xiii, és una de les banderes més antigues d'Europa. La bandera catalana és una faixada amb cinc faixes grogues i quatre de vermelles, totes del mateix gruix.
L'himne nacional de Catalunya és Els Segadors, escrit en la seva forma actual per Emili Guanyavents el 1899. La versió musical és de Francesc Alió de l'any 1892. Els orígens darrere l'himne es remunten a una primitiva cançó nascuda arran dels fets històrics de 1640 durant la guerra dels catalans contra el rei Felip IV, en la qual els pagesos van protagonitzar episodis importants. És oficial per llei del Parlament des del 25 de febrer, 1993.
La festa nacional de Catalunya es va constituir com a primera llei que va aprovar el Parlament restaurat de Catalunya el 1980. La Diada nacional o Festa de Catalunya, té lloc l'11 de setembre, commemorant i recordant la pèrdua de les llibertats del mateix dia de l'any 1714, després del Setge de Barcelona, i alhora l'actitud de reivindicació i resistència activa enfront de l'opressió: l'esperança d'un total recobrament nacional.

### Divisió territorial i administrativa
Catalunya s'organitza territorialment en províncies. L'Estatut d'Autonomia del 2006 estableix l'organització administrativa de Catalunya en tres ens locals: els municipis, les comarques i les vegueries.

#### Províncies

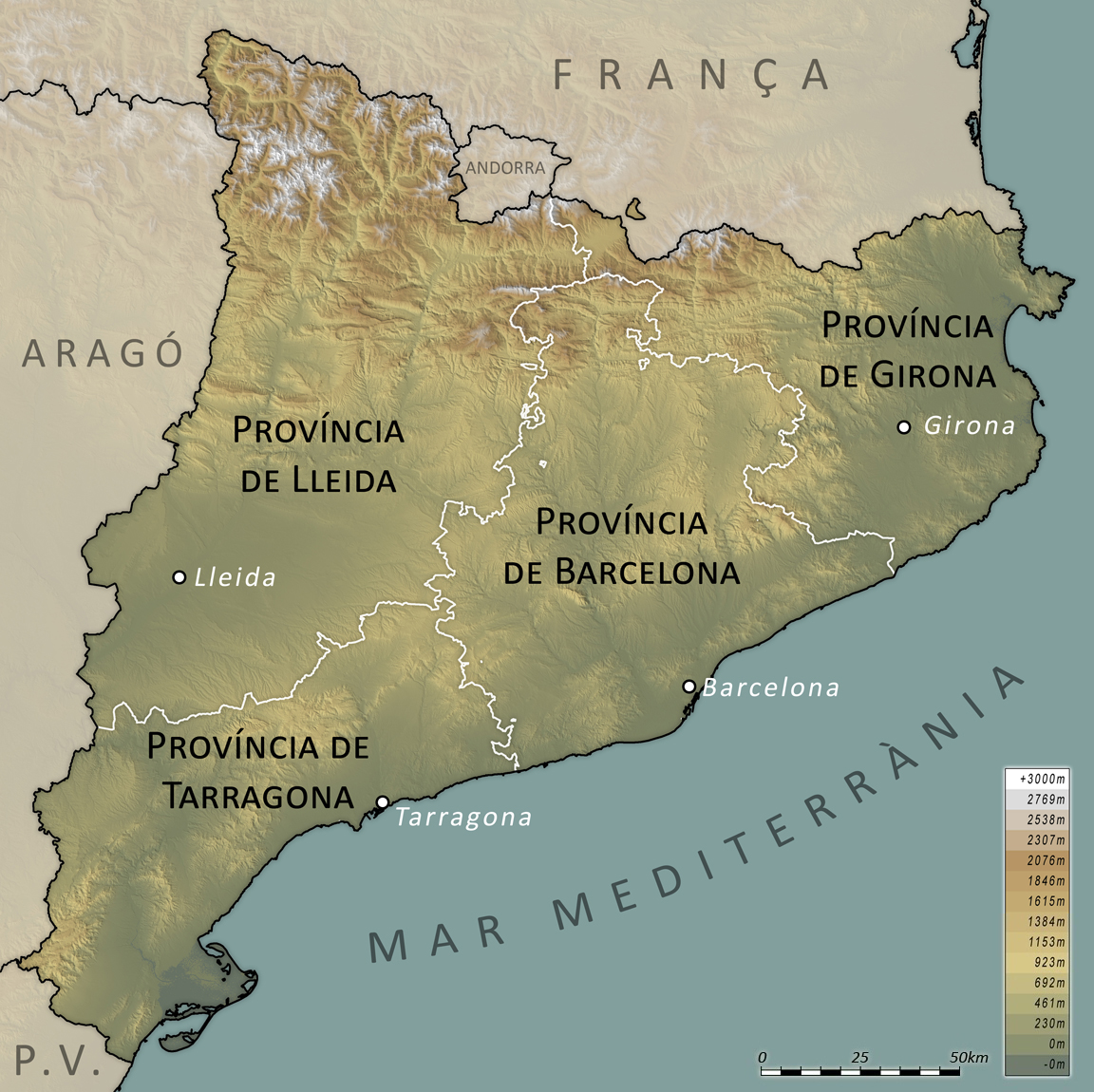
Províncies de Catalunya

Catalunya està dividida administrativament en quatre províncies, l'òrgan rector de les quals és la Diputació.
- Província de Barcelona
- Província de Girona
- Província de Lleida
- Província de Tarragona

Les capitals de província són les poblacions del mateix nom: Barcelona, Girona, Lleida i Tarragona.

#### Municipis

Mapa municipal de Catalunya

L'Estatut defineix el municipi com l'ens local bàsic i el mitjà essencial de participació de la comunitat local en els afers públics. A més, li garanteix autonomia per a l'exercici de les seves competències i la gestió dels seus interessos respectius. Hi ha a Catalunya en l'actualitat 947 municipis. Per sota d'aquests ens locals hi ha les entitats municipals descentralitzades, que també gaudeixen d'una certa autonomia tot i dependre dels municipis respectius; actualment a Catalunya n'hi ha un total de 58.
| Pos. | Municipi                  | Comarca           | Població  |    | Pos.                  | Municipi          | Comarca | Població |
| ---- | ------------------------- | ----------------- | --------- | -- | --------------------- | ----------------- | ------- | -------- |
| 1    | Barcelona                 | Barcelonès        | 1 664 182 | 11 | Girona                | Gironès           | 103 369 |          |
| 2    | L'Hospitalet de Llobregat | Barcelonès        | 269 382   | 12 | Sant Cugat del Vallès | Vallès Occidental | 92 977  |          |
| 3    | Terrassa                  | Vallès Occidental | 223 627   | 13 | Cornellà de Llobregat | Baix Llobregat    | 89 936  |          |
| 4    | Badalona                  | Barcelonès        | 223 166   | 14 | Sant Boi de Llobregat | Baix Llobregat    | 84 500  |          |
| 5    | Sabadell                  | Vallès Occidental | 216 520   | 15 | Rubí                  | Vallès Occidental | 78 591  |          |
| 6    | Lleida                    | Segrià            | 140 403   | 16 | Manresa               | Bages             | 78 245  |          |
| 7    | Tarragona                 | Tarragonès        | 136 496   | 17 | Vilanova i la Geltrú  | Garraf            | 67 733  |          |
| 8    | Mataró                    | El Maresme        | 129 661   | 18 | Castelldefels         | Baix Llobregat    | 67 460  |          |
| 9    | Santa Coloma de Gramenet  | Barcelonès        | 120 443   | 19 | Viladecans            | Baix Llobregat    | 67 197  |          |
| 10   | Reus                      | Baix Camp         | 106 168   | 20 | El Prat de Llobregat  | Baix Llobregat    | 65 385  |          |

#### Vegueries
La vegueria, una nova divisió territorial, es defineix com un àmbit territorial específic per a l'exercici del govern intermunicipal i de cooperació local amb personalitat jurídica pròpia, i és la divisió territorial que ha adoptat la Generalitat, d'acord amb l'Estatut del 2006, per a l'organització territorial dels seus serveis. També gaudeix d'autonomia per a la gestió dels seus interessos. L'administració de les vegueries correspon als Consells de Vegueries que van substituir les diputacions.
Actualment hi ha vuit vegueries:
- vegueria de l'Alt Pirineu: Alta Ribagorça, Alt Urgell, Cerdanya, Pallars Jussà i Pallars Sobirà;
- vegueria de Barcelona: Baix Llobregat, Barcelonès, Maresme, Vallès Oriental i Vallès Occidental;
- vegueria del Camp de Tarragona: Tarragonès, Alt Camp, Baix Camp, Conca de Barberà i Priorat;
- vegueria de Girona: Alt Empordà, Baix Empordà, Garrotxa, Gironès, Pla de l'Estany, Selva i Ripollès;
- vegueria Central: Bages, Berguedà, Moianès, Osona i Solsonès;
- vegueria de Lleida: Garrigues, Noguera, Segarra, Segrià, Pla d'Urgell i Urgell;
- vegueria de les Terres de l'Ebre: Baix Ebre, Montsià, Ribera d'Ebre i Terra Alta;
- vegueria del Penedès: Alt Penedès, Anoia, Baix Penedès, Garraf.
- També hi ha la regió històrica de l'Alt Ter que històricament ha conformat les comarques d’Osona, el Lluçanès i el Ripollès. Aquesta regió ha estat reclamada perquè sigui una futura vegueria.

#### Comarques
Finalment, les comarques són entitats integrades per municipis per a la gestió de les seves competències i serveis locals. L'actual divisió comarcal té el seu origen en un decret de la Generalitat de Catalunya de 1936 en vigència fins al 1939 quan seria suprimida pel franquisme. El 1987 la Generalitat tornà a adoptar aquesta divisió territorial i el 1988 s'hi afegiren tres noves comarques, afegint-ne una més el 2015, i una altra el 2023. Actualment n'hi ha 43.

#### L'Aran
L'Aran, considerada des del 21 de gener de 2015 com a entitat territorial singular i realitat nacional occitana per la nova Llei d'Aran, disposa d'un règim jurídic especial amb autonomia per ordenar i gestionar els afers públics del seu territori. La seva institució de govern és el Conselh Generau, format pel Síndic, el Plen des Conselhèrs e Conselhères Generaus i la Oïdoria de Compdes. El síndic hi és la més alta representació i l'ordinària de la Generalitat a l'Aran. La llengua pròpia de l'Aran és l'occità, anomenat aranès a la vall, que també és oficial a Catalunya.

## Economia

### Indicadors econòmics
Catalunya és un país de tradició industrial des del segle xix. En l'actualitat la indústria, el turisme i els serveis són els principals sectors econòmics de Catalunya. El creixement mitjà anual del període 1995-2004 en termes reals va ser inferior a la mitjana espanyola. No obstant això, el 2005 va créixer un 3,3 %, el mateix percentatge que la mitjana espanyola i per damunt la mitjana europea. Segons les mateixes fonts, Catalunya es troba a la quarta posició de la classificació de comunitats segons llur producte interior brut per capita en paritat de poder adquisitiu i aporta el 18,8 % del PIB total d'Espanya, 25,5 % del sector industrial del PIB i el 17,5 % del sector dels serveis.
Durant el 2008, el creixement del PIB de Catalunya ha anat minvant de forma molt clara, passant del 3,6 % d'evolució interanual durant el 2007, a 2,5 % el primer trimestre i a 1,5 % el segon trimestre.
Com a percentatge del total espanyol, les exportacions d'alta tecnologia de Catalunya representaren, el 2005, el 34,6 %. El mateix any les importacions de Catalunya van representar el 29 % del total espanyol i les exportacions el 26,8 %. De les despeses per a la recerca i el desenvolupament de l'Estat, el 22,8 % es van realitzar a Catalunya.
Catalunya és la primera destinació turística d'Espanya; el 2005 va rebre 13,2 milions de turistes entre gener i novembre, equivalent al 25,3 % de tots els turistes que van arribar a Espanya, un increment del 12,7 % en un any. Les principals destinacions turístiques de Catalunya són la ciutat de Barcelona i les platges de la Costa Brava, les platges de Costa Barcelona des de Mataró a Vilanova i la Geltrú i les platges de Costa Daurada a Tarragona, així com els Pirineus amb 10 estacions d'esquí: Vaquèira-Beret, La Molina, Espot Esquí, La Masella, Port Ainé, Vall de Núria, Boí Taüll, Port del Comte, Rasos de Peguera, Tavascan Pleta del Prat i Vallter 2000.
El preu de l'habitatge a Catalunya és el segon més alt d'Espanya, després de Madrid. El 2005 es pagaven 3397 euros per metre quadrat. No obstant això, per ciutat, Barcelona és la ciutat més cara d'Espanya, amb un preu mitjà de 3700 euros el metre quadrat.
Des del punt de vista financer, cal destacar la tradició i èxit de les caixes d'estalvis nascudes a Catalunya, major, fins i tot, que els bancs privats. De les 46 caixes d'estalvis espanyoles, 10 són catalanes. Destaquen, especialment, La Caixa, la primera caixa d'estalvis d'Europa i Caixa Catalunya. Dels bancs, el més important de Catalunya és el Banc de Sabadell, el quart grup bancari més gran de l'Estat.
En octubre de 2017 es va anunciar que més de 3.000 empreses davant del Procés independentista català es plantejaren traslladar la seu social a fora de Catalunya, que alguns diaris compararen amb l'efecte Mont-real que succeí al Canadà però només unes 300 empreses (un 12% de les que van iniciar el procés) han seguit tots els passos perquè el trasllat sigui efectiu. Aquesta marxa va començar el 5 d'octubre quan CaixaBank i Banc Sabadell van anunciar que canviarien la seu social a Palma i Alacant, respectivament. Finalment, CaixaBank va traslladar la seva seu a València. Per tal de facilitar aquests trasllats, el Govern d'Espanya va aprovar un decret llei específic. Abans de les declaracions per part d'aquestes dues entitats financeres, l'empresa biotecnològica Oryzon ja havia traslladat la seva seu fora de Catalunya a Madrid. El president del comitè d'empresa de SEAT va denunciar pressions polítiques i monàrquiques per motivar-la a canviar la seu. Paral·lelament i contrari a la fuita de seus, durant aquest període, unes 132 empreses de fora de Catalunya anunciaren el trasllat per tal de portar la seva seu social a Catalunya.

#### Atur
La taxa d'atur era del 9,3% a finals del 2023, per sota de la mitjana espanyola.
| 2006 | 2007 | 2008 | 2009  | 2010  | 2011  | 2012  | 2013  | 2014  | 2015  | 2016  | 2017  | 2018  | 2019 | 2020  | 2021  | 2022 | 2023 |
| ---- | ---- | ---- | ----- | ----- | ----- | ----- | ----- | ----- | ----- | ----- | ----- | ----- | ---- | ----- | ----- | ---- | ---- |
| 6,5% | 6,5% | 8,9% | 16,2% | 17,7% | 19,2% | 22,5% | 23,1% | 20,3% | 18,6% | 15,7% | 13,4% | 11,5% | 11%  | 12,6% | 11,7% | 10%  | 9,3% |

### Infraestructura
Catalunya està ben comunicada tant per terra, mar i aire. Per a accedir per terra existeix una àmplia xarxa d'autopistes i carreteres i la xarxa de trens.

#### Aeroports

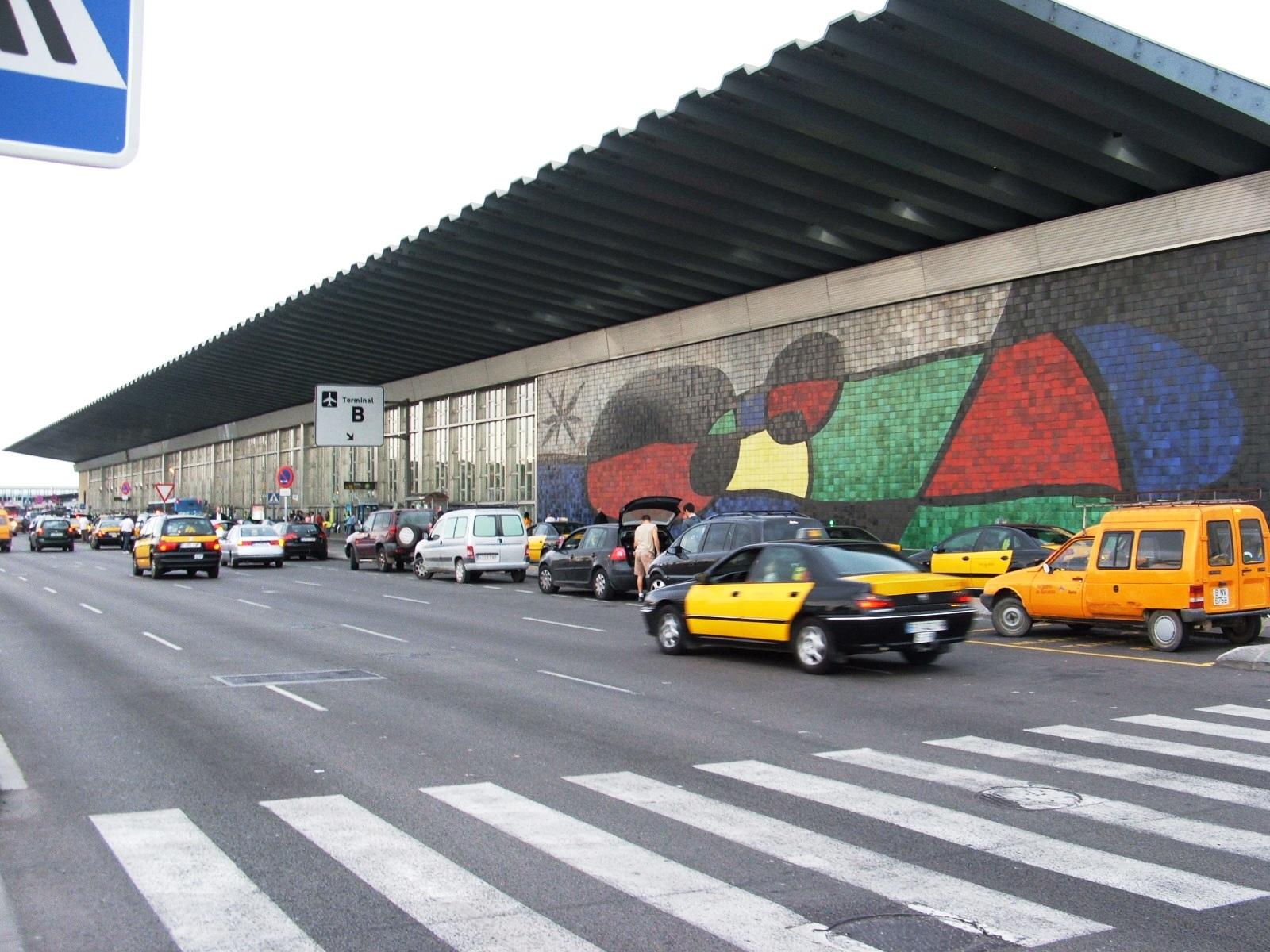
Fotografia de la Terminal T2B de l'Aeroport del Prat

- Aeroport Internacional de Barcelona – El Prat, situat a quinze quilòmetres de Barcelona, és el més important de Catalunya i el segon d'Espanya. L'aeroport disposa de dues grans terminals, la T1 i la T2, amb una capacitat per a més de 55 milions de passatgers a l'any.
- Aeroport de Girona-Costa Brava, utilitzat especialment per les companyies de baix cost, és la base del trasllat de turistes a la Costa Brava.
- Aeroport de Reus, orientat al turisme de la província de Tarragona. A poc més d'una hora de Barcelona.
- Aeroport de Sabadell, no té vols comercials però admet aviació executiva.
- Aeroport de Lleida-Alguaire, inaugurat el 2010.
- Aeroport de la Seu d'Urgell, tancat el 1984 i reobert el 2010.

#### Ports
Els dos principals ports de Catalunya, tant pel transport de passatgers com de mercaderies són el Port de Barcelona i el Port de Tarragona que, a més, són considerats dos dels ports més importants d'Espanya i del Mediterrani.
A part, el litoral català té una gran quantitat de ports, tant de pescadors com d'esportius.

#### Xarxa viària
Vegeu també: Llista de carreteres de Catalunya i Llista d'autopistes i autovies de Catalunya
A Catalunya hi ha 12 000 quilòmetres de vies per al trànsit d'automòbils, tot i que 10 843 d'aquests quilòmetres corresponen a carreteres de calçada única. 962 són d'autopistes (665 amb peatge i 307 lliures de pagament). D'aquests 12 000 quilòmetres, 5600 corresponen a carreteres la titularitat de les quals és de la Generalitat de Catalunya, 4400 a les diputacions provincials i 1955 al Ministeri de Foment de l'Administració central.
L'estructura de les autopistes està centralitzada cap a Barcelona. La principal autopista és l'AP-7, coneguda com a "Autopista del Mediterrani", que travessa Catalunya unint, per un costat, Barcelona amb la Jonquera, passant per Girona, i Barcelona amb València, passant per Tarragona. L'AP-7 té un desviament que uneix Molins de Rei amb Montmeló, evitant passar per Barcelona ciutat. Aquesta carretera, la B-30, és el tercer cinturó de Barcelona i va de nord a sud del Vallès. L'AP-2, que uneix Barcelona amb Saragossa, passant per Lleida, és la segona autopista en trànsit de vehicles. La C-32, també coneguda com a "Autopista Pau Casals", uneix Barcelona amb El Vendrell amb túnels que eviten el Parc Natural del Garraf. Amb una longitud total de 56,3 quilòmetres, la C-32 és l'autopista més cara d'Europa perquè té dos peatges. L'autopista de pagament de Barcelona a Palafolls també s'anomena C-32 tot i que és coneguda com a "Autopista del Maresme". Finalment, la C-25 uneix Riudellots de la Selva (Girona) amb Cervera (Lleida) evitant Barcelona. Té 153 quilòmetres i és coneguda com a "Eix Transversal". La C-15, coneguda com a Eix Diagonal, uneix Manresa amb Vilanova i la Geltrú i la mar Mediterrània.

#### Ferrocarril
Catalunya va ser el primer territori de la península en tenir ferrocarril, el 28 d'octubre de 1848, quan es va inaugurar la línia entre Barcelona i Mataró, d'una distància de 28,4 km. Els anys següents, abans de l'entrada del segle xx, es van construir més de 1000 quilòmetres de via (quasi el 80 % de les vies actuals), amb diverses rutes entre les principals ciutats catalanes i Barcelona. La majoria de les vies van ser finançades pel capital privat d'industrials que volien agilitzar el transport de les seves mercaderies fins a la gran ciutat.
Actualment, tot i que s'han modernitzat els trens, la xarxa viària encara és pràcticament la mateixa que fa cent anys, amb una estructura molt centralitzada cap a Barcelona. Les dues rutes principals són la de la costa, que uneix França i el País Valencià pel litoral català, i la ruta cap a Saragossa, que uneix Barcelona amb Lleida passat per Manresa.

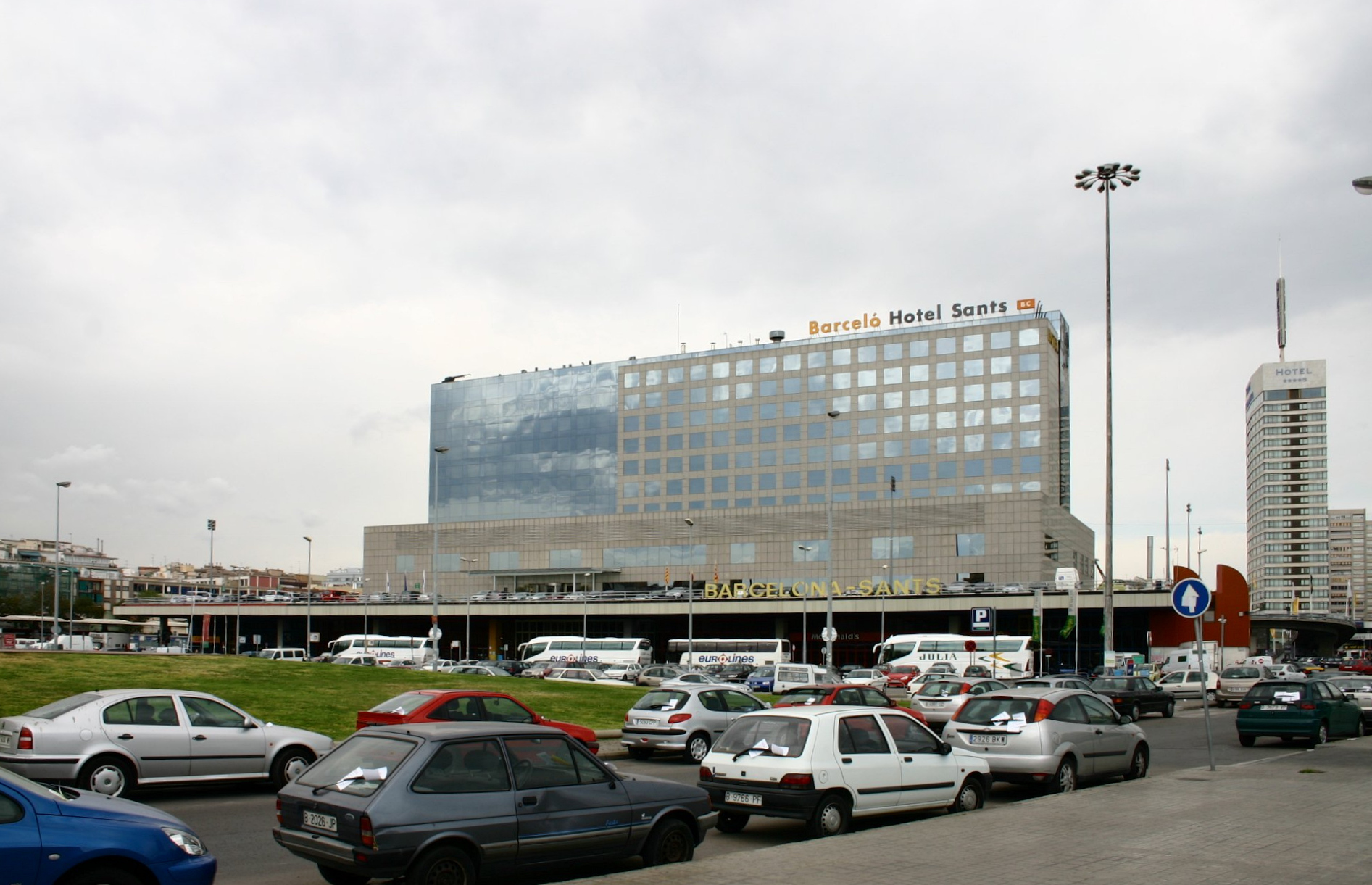
L'estació de Sants

Les propietàries de les línies ferroviàries de Catalunya són l'ADIF i els Ferrocarrils de la Generalitat de Catalunya. Operen a Catalunya les operadores Renfe i FGC.
Està en servei completament la línia d'alta velocitat Madrid - Barcelona - Frontera francesa. L'AVE va arribar a Catalunya el 2003 amb la inauguració del tram fins a Lleida. El 2006 va arribar al Camp de Tarragona, el 2008 a l'estació de Sants de Barcelona i el 2013 fins a la frontera amb França, on connecta amb la xarxa francesa d'alta velocitat. Actualment, les quatre capitals provincials i Figueres tenen estacions amb serveis d'alta velocitat, que uneixen Catalunya amb Madrid, Màlaga i Sevilla, París i altres ciutats franceses.
D'altra banda, el govern de la Generalitat de Catalunya va anunciar el desembre del 2005 un pla per a construir 1.100 quilòmetres de noves línies, 300 en vies convencionals i 800 en vies d'alta velocitat, que uniran les principals ciutats catalanes de forma transversal. El pla suposarà la inversió de 25.000 milions d'euros entre el 2006 i el 2026.

#### Altres transports públics
L'única xarxa de metro de Catalunya és el Metro de Barcelona que comunica entre si les ciutats de Barcelona, l'Hospitalet de Llobregat, Cornellà de Llobregat, Santa Coloma de Gramenet, Badalona, Sant Boi de Llobregat i Montcada i Reixac. Actualment, hi ha onze línies en marxa comptant les que gestiona TMB i les de FGC. A la província de Barcelona també s'hi pot trobar el tramvia (Trambaix i Trambesòs) i el Bicing, un sistema de lloguer de bicicletes.
Pel que fa a la xarxa catalana d'autobusos, Catalunya té més de 300 línies d'autobús urbà i interurbà, segons dades de la Generalitat del 2010. Les línies d'autobús interurbà amb més demanda a Catalunya, formaran la xarxa d'autobusos interurbans Exprés.

## Geografia humana i societat

### Demografia
La població catalana en l'actualitat supera els 8 milions d'habitants. Segons l'Institut d'Estadística de Catalunya la població estimada de Catalunya a novembre de 2023 era de 8.005.784 habitants, el 16,5% del total de la població espanyola. D'aquests, 1.271.810 o el 16,3% eren estrangers, el 20% del total d'estrangers que habiten a Espanya. El 2021 Aproximadament 1,64 milions viuen a la capital, la ciutat de Barcelona (el 21,1% de la població de Catalunya); i 3,3 milions viuen a l'àrea metropolitana de Barcelona (el 42,6% de la població total de Catalunya), fent-la una de les àrees metropolitanes més grans d'Europa. Per contra, les zones més despoblades de Catalunya són les comarques pirinenques.

Densitat de població absoluta de les comarques catalanes

Al voltant de 2,5 milions de persones viuen en un radi de 25 km des de la capital. Dins la primera corona metropolitana es troben ciutats com ara l'Hospitalet de Llobregat, Badalona, Santa Coloma de Gramenet i Cornellà. Les principals poblacions de la segona corona són Terrassa, Sabadell, Montcada i Reixac, Granollers, Martorell, Molins de Rei, Sant Feliu de Llobregat, Gavà i Castelldefels.

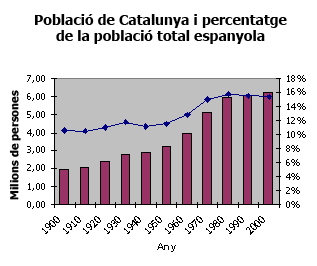
Evolució de la població de Catalunya en termes absoluts (barres) i en relació amb la població total d'Espanya (línia)

Catalunya ha rebut diverses onades d'immigrants al llarg del segle xx. El 1900 la població de Catalunya era de dos milions d'habitants. En la dècada de 1960 ja comptava amb més de cinc milions d'habitants; aquest creixement no només va ser a causa de l'explosió demogràfica natural ans també al gran contingent migratori des de diverses regions d'Espanya, especialment d'Andalusia, Múrcia i Extremadura. Una segona onada migratòria hi va arribar des de principis de la dècada de 1990, aquesta vegada no només d'altres regions d'Espanya sinó de l'estranger.
La taxa de natalitat, era de 7,55/1.000 (2020) i la taxa de mortalitat, 8,95/1.000 (2021). La taxa de creixement poblacional era de l'1,03% (2021). Pel que fa a la piràmide d'edats, el grup més nombrós es troba entre els 40 i 60 anys, i com és el cas de la majoria de les societats europees benestants, es percep un envelliment substancial de la població (és a dir, la cohort d'ancians cada vegada és major) i alhora un increment en l'esperança de vida, que arriba als 83,6 anys (2023).

### Religió
Religió a Catalunya (2020)
Històricament, tota la població catalana era cristiana, concretament catòlica, però des de la dècada del 1980 hi ha hagut una tendència de declivi del cristianisme. No obstant això, segons el darrer estudi fet pel govern de Catalunya, el 2020, el 62,3% dels catalans s'identifiquen com a cristians (enfront del 61,9% del 2016 i el 56,5% del 2014), dels quals el 53,0% són catòlics, el 7,0% protestants i evangèlics, l'1,3% cristians ortodoxos i l'1,0% testimonis de Jehovà. Alhora, el 18,6% de la població s'identifica com a ateu, el 8,8% com a agnòstic, el 4,3% com a musulmà i un altre 3,4% com d'altres religions.

### Llengua
La llengua pròpia de Catalunya és el català, excepte a la Vall d'Aran on ho és l'aranès. Tant el català com el castellà, llengua oficial de l'Estat espanyol, són oficials en tot el territori. L'occità, denominat aranès a la Vall d'Aran, és també oficial a Catalunya. Generalment, els catalans són bilingües i parlen les dues llengües principals encara que difereixen respecte a l'idioma que tenen per llengua materna. Segons les dades de 2018, el 99,5 % dels catalans sap parlar castellà mentre que el 81,2 % sap parlar català. A més, l'ús per cada parlant d'un idioma o l'altre depèn amb freqüència de l'àmbit social en el qual s'expressi. Segons les dades de l'Institut d'Estadística de Catalunya, el 36 % dels catalans utilitza el català com a llengua habitual, el 48,6 % el castellà, el 7,4 % ambdues i el 0,03 % l'aranès. El 7,1 % de la població resident de Catalunya utilitza habitualment altres llengües. L'aranès és la llengua inicial del 21,4 % de la població de la Vall d'Aran, la pròpia del 24,7 % i l'habitual del 19,7 %.

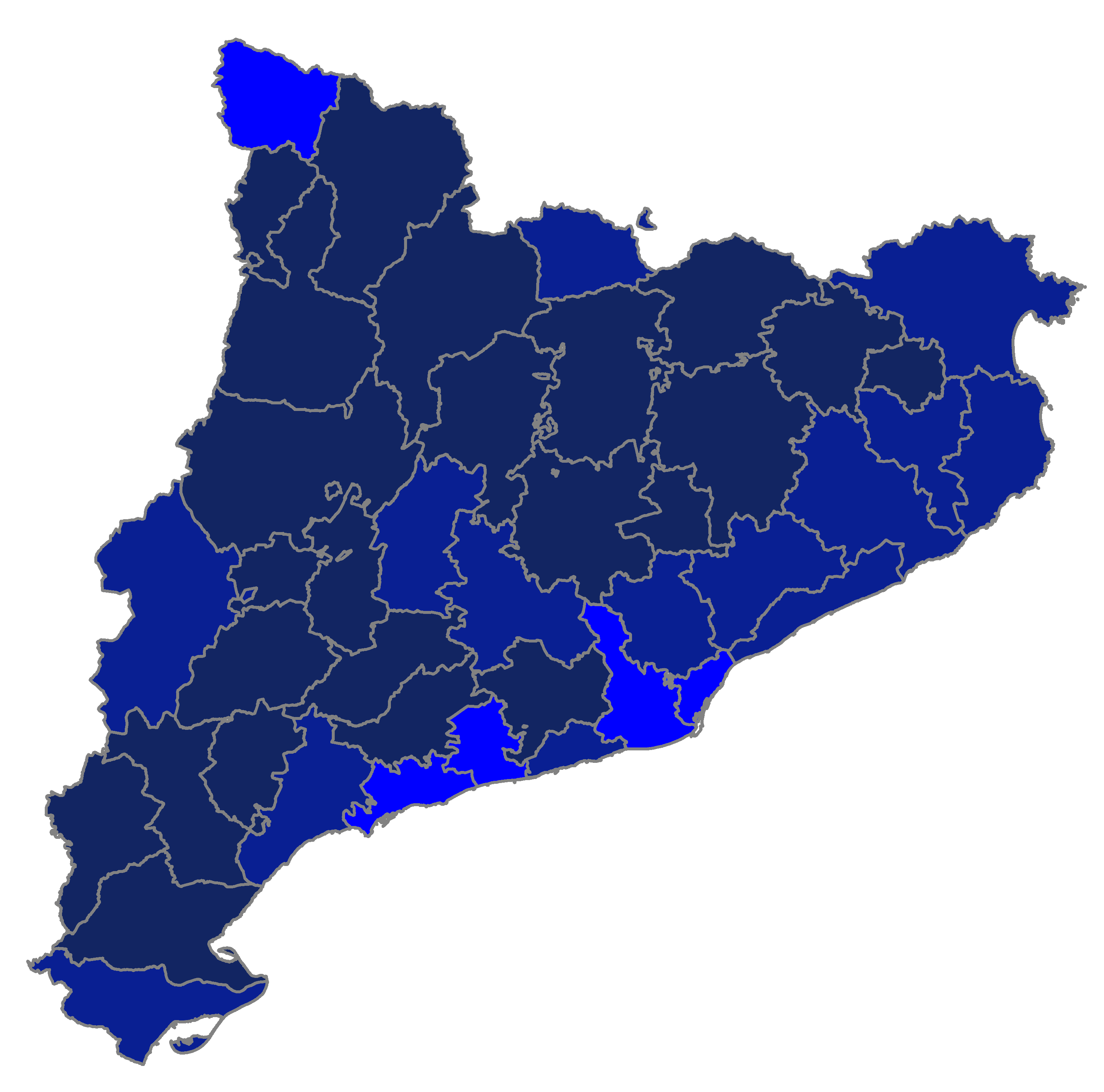
Coneixement del català per comarques l'any 2011.
(Font: IDESCAT).
61-70%
71-80%
+81%

A Catalunya es parlen els dos blocs principals de la llengua catalana. L'oriental inclou el dialecte central, majoritari, que es parla a les comarques del nord de Tarragona, Barcelona, i Girona, en la regió pirinenca de la qual apareixen ja trets de català septentrional. L'occidental és el propi de les comarques occidentals de Catalunya (Lleida i sud de les tarragonines) i mostra trets similars al valencià, amb el qual forma un continu i en la intersecció del qual es troba el tortosí. El català és especialment preponderant fora de l'àrea metropolitana de Barcelona i del Camp de Tarragona. La Generalitat ha anat desenvolupant legislació que promou i protegeix l'ús social del català.
El castellà que es parla a Catalunya té trets dispars, sense mostrar un dialecte específic. Alguns parlants del castellà que són originaris d'altres regions d'Espanya mostren trets fonètics i dialectals propis de la seva terra d'origen, mentre que uns altres van neutralitzar aquests trets, sia a voluntat, per contacte amb catalanoparlants, per la influència dels mitjans de comunicació, etc. Els catalanoparlants que parlen castellà mostren algunes influències de la seva llengua materna i els seus trets són, de vegades, estereotipats com els propis dels catalans en parlar en llengua castellana. El castellà no es considera llengua pròpia de Catalunya pel seu origen, ja que va ser portat per les grans onades immigratòries del segle xx, sobretot les dels anys 60 i 70, procedents de la resta d'Espanya, sobretot d'Andalusia i Extremadura, i que en gran part es van concentrar a l'àrea metropolitana de Barcelona.
La comunitat immigrant o forana instal·lada a Catalunya sovint manté la seva llengua materna per comunicar-se amb els seus familiars o parlants del seu mateix idioma que resideixin també al territori. A part del castellà parlat pels immigrants procedents de la resta d'Espanya i de l'Amèrica Llatina, destaquen sobretot l'àrab i el romanès, si bé el seu nombre s'estén considerablement en moltes ciutats que, com Barcelona, amb habitants de fins a 177 nacionalitats, mostra un ampli repertori lingüístic, dels quals a més dels citats, destaca l'amazic, el francès, el portuguès, l'italià, l'alemany, el rus, i l'anglès. L'enquesta estadística d'usos lingüístics de la Generalitat realitzada el 2018 revelava també la presència important de parlants de gallec.
El català és una llengua romànica parlada per més d'onze milions de persones a Catalunya, al País Valencià (tret d'algunes comarques de l'interior), les Illes Balears, Andorra, la Franja de Ponent (a l'Aragó), la ciutat de l'Alguer (a l'illa de Sardenya), la Catalunya del Nord i el Carxe, un petit territori de Múrcia poblat per immigrants valencians. El seu domini lingüístic, amb una superfície de 59 905 km² i 14.176.065 d'habitants (2017), inclou 1687 termes municipals. Com les altres llengües romàniques, el català descendeix del llatí vulgar, el llenguatge comú dels romans que s'establiren a Hispània durant l'edat antiga.
El català posseeix dos estàndards principals: el regulat per l'Institut d'Estudis Catalans, o estàndard general, que pren com a base l'ortografia establerta per Pompeu Fabra i Poch; i el regulat per l'Acadèmia Valenciana de la Llengua, estàndard d'àmbit restringit, centrat en l'estandardització del valencià i que pren com a base les Normes de Castelló, és a dir, l'ortografia de Pompeu Fabra però més adaptada a la pronúncia del català occidental i als trets que caracteritzen les variants valencianes. El català té diversos dialectes (se n'han arribat a comptar fins a vint-i-un) dividits en dos grans blocs: el català occidental i el català oriental. Aquests dialectes presenten divergències del català estàndard pel que fa a gramàtica, fonètica i lèxic. Al llarg dels darrers decennis, la majoria dels dialectes del català han rebut una forta influència de l'espanyol, o del francès a la Catalunya del Nord, que ha deixat empremta en forma de nou vocabulari i noves expressions, i que també ha funcionat en sentit invers.
L'ordre estàndard de les frases és Subjecte-Verb-Objecte, tot i que això pot canviar en certs tipus de frases com ara les oracions interrogatives. La morfologia del català és similar a la de la resta de llengües romàniques, és a dir, relativament poques flexions; dos gèneres, cap cas (excepte en els pronoms personals, on encara romanen vestigis de la declinació llatina), i una distinció entre singular i plural. Els adjectius van generalment darrere el substantiu que modifiquen, i també es flexionen segons el gènere i el nombre. La prosòdia presenta un accent prosòdic que pot ser marcat per mitjà d'accent gràfic. La llengua té una varietat vocàlica mitjana, amb vuit sons vocàlics diferents. El català també és notable pel pretèrit perfet perifràstic, un temps verbal singular per la manera com es construeix.
Al segle xiv ja es constata la denominació d'aquesta llengua, entre altres noms, com a valencià, denominació emprada sobretot al País Valencià. Actualment, i per evitar els conflictes potencials que es podrien utilitzar com a arma política per afeblir la llengua basant-se en aquesta doble denominació, l'Acadèmia Valenciana de la Llengua defensa que:
| « | És un fet que a Espanya hi ha dos denominacions igualment legals per a designar esta llengua: la de valencià, establerta en l'Estatut d'Autonomia de la Comunitat Valenciana, i la de català, reconeguda en els Estatuts d'Autonomia de Catalunya i les Illes Balears. | » |

El català és una llengua indoeuropea, i pertany a la branca occitanoromànica de les llengües romàniques. El català té una classificació força complexa i no exempta de polèmica (fins amb un cert rerefons polític), car comparteix moltes característiques amb el castellà (llengua iberoromànica), i amb l'occità i el francès (gal·loromàniques). És per aquest motiu que la classificació de la llengua catalana canvia segons les fonts. No obstant això, en general es considera una llengua de transició entre les llengües iberoromàniques i les llengües gal·loromàniques, tot i que és molt propera a l'occità.

#### Coneixement del català
Segons dades del 2013, el 94,3 % de la població de Catalunya entén el català, el 80,4 % el sap parlar, el 82,4 % el sap llegir i el 60,4 % el sap escriure. El 2008, la llengua catalana era considerada la llengua materna del 35,4 % dels catalans, la pròpia del 46 % i la d'ús habitual del 47,6 % (els percentatges inclouen també als parlants que consideren conjuntament al castellà i al català com a llengua materna, pròpia o d'ús habitual).
| Català                         | Català    | Català      |
| Coneixement                    | Persones  | Percentatge |
| ------------------------------ | --------- | ----------- |
| L'entén                        | 5 899 400 | 94,3 %      |
| El sap parlar                  | 5 027 200 | 80,4 %      |
| El sap llegir                  | 5 152 400 | 82,4 %      |
| El sap escriure                | 3 776 300 | 60,4 %      |
| Població total major de 2 anys | 7 553 650 | 100 %       |

#### Coneixement del castellà
Segons dades oficials del 2013 publicats a la web de l'Institut d'Estadística de Catalunya, el castellà és la llengua més parlada de Catalunya, on supera el català tant com a llengua materna, d'identificació i habitual. El 2008, el castellà era la llengua materna del 58,8 % dels catalans, la pròpia del 55,3 % i l'habitual del 57,9 % (els percentatges inclouen també als parlants que consideren conjuntament al castellà i al català com a llengua materna, pròpia o d'ús habitual).
| Castellà                       | Castellà  | Castellà    |
| Coneixement                    | Persones  | Percentatge |
| ------------------------------ | --------- | ----------- |
| L'entén                        | 6 239 200 | 99,8 %      |
| El sap parlar                  | 6 233 500 | 99,7 %      |
| El sap llegir                  | 6 092 700 | 97,4 %      |
| El sap escriure                | 5 997 200 | 95,9 %      |
| Població total major de 2 anys | 7 553 650 | 100 %       |

Font: Idescat

#### Coneixement de l'occità aranès
L'aranès és la llengua materna del 22,4 % de la població de la Vall d'Aran, la pròpia del 27,1 % i l'habitual del 23,4 %.
La taula següent mostra les dades sobre el nivell de coneixement de l'occità aranès a la Vall d'Aran (l'any 2013). Els percentatges corresponen a la població total d'aquest territori i no pas a la població total de Catalunya.
| Coneixement de l'aranès | Coneixement de l'aranès | Coneixement de l'aranès |
| Coneixement             | Persones                | Percentatge             |
| ----------------------- | ----------------------- | ----------------------- |
| L'entén                 | 6840                    | 80,74 %                 |
| El sap parlar           | 4710                    | 55,61 %                 |
| El sap llegir           | 5020                    | 59,33 %                 |
| El sap escriure         | 2950                    | 34,87 %                 |

#### Coneixement de llengües estrangeres
El març del 2011 el Baròmetre de la Comunicació en col·laboració amb l'IEC feren un estudi sobre l'ús social de les llengües a Catalunya i el seu coneixement entre la població amb els següents resultats:
| Coneixement     | Català | Castellà | Anglès | Francès | Àrab  | Altres |
| --------------- | ------ | -------- | ------ | ------- | ----- | ------ |
| L'entén         | 95,3 % | 99,9 %   | 24,1 % | 13,2 %  | 3,1 % | 9,6 %  |
| El sap parlar   | 77,5 % | 99,8 %   | 18,8 % | 10,8 %  | 3,0 % | 8,5 %  |
| El sap escriure | 60,6 % | 99,0 %   | 15,8 % | 8,2 %   | 2,6 % | 6,7 %  |

#### Llengua habitual i llengua materna
A Catalunya el factor més important del bilingüisme social és la immigració procedent de la resta de l'estat espanyol. Hom ha calculat que, sense migracions, la població de Catalunya hauria passat d'uns 2 milions de persones el 1900 a 2,4 al 2001, en comptes dels més de 6,1 milions censats en aquesta data (i que són més de 7 al 2008); és a dir, la població sense immigració hauria estat el 39 % de la real. El percentatge de parlants de català com a primera llengua a Catalunya ha passat del 36,2 %, més 2,5 % de bilingües el 2003 al 31,6 % més un 3,8 % de bilingües el 2008, unes dades que confirmen el retrocés del català a Catalunya, encara que, més lentament que en altres territoris.
Segons l'Enquesta Demogràfica de 2007, de les dades comparatives que aquesta enquesta ofereix en relació amb les de l'any 1986, tot just encetada la política lingüística, destaca el fet que mentre la població en aquests onze anys havia crescut en 1 193 467 habitants, la població que havia adquirit les distintes habilitats lingüístiques ho havia fet de manera superior: 1 304 446 persones més entenien el català, hi havia 1 570 034 nous parlants, 1 588 658 eren nous lectors i 2 116 533 persones més sabien escriure en català, factor que és atribuïble a una actitud social favorable i a polítiques públiques eficaces.
Així i tot, pel que fa als usos, el català és la segona llengua més parlada de Catalunya, on és superada pel castellà tant com a llengua materna, d'identificació i habitual segons les dades oficials de l'Institut d'Estadística de Catalunya 2013. Segons les dades de l'Institut d'Estadística de Catalunya (Idescat) per a l'any 2013, el català és la llengua habitual del 43,1 % de la població de Catalunya (un 36,3 % en exclusiva i un 6,8 % bilingüe amb el castellà). En termes absoluts, 2 696 200 persones tenen al català com a idioma habitual (2 269 600 en exclusiva i 426 600 bilingüe amb el castellà), davant de 3 172 600 (50,7 %) que tenen al castellà com a llengua habitual. Pel que fa a l'enquesta anterior d'Idescat s'observa un retrocés en xifres absolutes de l'ús habitual del català (2 696 200 enfront de 2 933 300 de 2008) i també en valors relatius (43,1 % davant del 47,6 %). S'observa també un retrocés, tant en valors absoluts com relatius, dels habitants de Catalunya que usen habitualment tant el castellà com el català (en valors absoluts es passa de 736 700 a 426 600; en valors relatius, el retrocés és del 12 % al 6,8 %), el que es tradueix en la disminució de les persones que utilitzen habitualment només el català.
Segons l'Enquesta d'usos lingüístics de la població 2013, de l'Institut d'Estadística de Catalunya, el 31,0 % de la població tenia com a llengua materna el català, el 55,1 % el castellà i el 2,4 % era bilingüe matern. La llengua catalana s'ha mantingut com a llengua habitual del 35,6 % el 2008, al 36,3 % el 2013, mentre que el castellà augmenta des del 45,9 % el 2008 al 50,7 % el 2013. Per la seva banda els bilingües perfectes baixen considerablement de l'11,9 % el 2008 al 6,8 % el 2013. Segons la mateixa font, el català ha continuat augmentant tant en parlants com en coneixement escrit de la població, però continua disminuint en percentatge respecte al total de la ciutadania catalana.
Els habitants de Catalunya que tenen com a llengua materna al català són menys que aquells que la fan servir de manera habitual. Segons l'Idescat, el 2013, 2 097 000 persones (33,4 %) tenien al català com a llengua materna (enfront de 3 448 500, 55,1 %, que tenen al castellà). Aquestes xifres inclouen a 152 700 que també tenen com a llengua materna el castellà. Es mostren fenòmens similars als descrits amb la llengua habitual en relació amb les dades de 2008: estabilització de parlants que tenen el català com a llengua materna (2 186 000 el 2008 enfront dels citats 2 097 000 de 2013), amb la reculada en termes relatius (34,60 % enfront del 33,4 %), retrocés dels parlants que tenen com a llengües maternes el castellà i el català (es passa de 236 500 a 152 700 parlants; retrocés del 3 % al 2,4 % en termes relatius), amb la consegüent disminució del nombre de persones que consideren exclusivament al català com a llengua materna.
En sentit similar, els catalans que consideren al català com a llengua d'identificació són els mateixos que els que la fan servir de manera habitual. Segons les dades d'Idescat, el 2013, 2 712 700 persones (43,4 %) tenien al català com a llengua d'identificació (per 2 973 600, el 47,5 % que ho feien amb el castellà). Aquestes xifres inclouen a 542 800 persones que també s'identifiquen amb el castellà. Es mostren els mateixos fenòmens que els relatius a llengua habitual i materna pel que fa a les dades de 2008: lleuger retrocés del nombre de parlants que s'identifiquen amb el català (2 770 500 el 2008 enfront dels citats 2 712 700 de 2008), amb retrocés també en termes relatius (46 % enfront del 43,4 %), retrocés dels parlants que s'identifiquen amb el català i el castellà (es passa de 542 800 a 437 600 parlants; retrocés del 8,8 % al 7,0 % en termes relatius), amb la simètrica disminució del nombre de persones que s'identifiquen exclusivament amb el català.
| El català a Catalunyaa  |             |          |             |          |
|                         | Any 2008    | Any 2008 | Any 2013    | Any 2013 |
| Persones                | Percentatge | Persones | Percentatge |          |
| Llengua habitual        | 2 933 300   | 47,6 %   | 2 696 200   | 43,1 %   |
| Llengua materna         | 2 186 000   | 34,6 %   | 2 097 000   | 33,4 %   |
| Llengua d'identificació | 2 838 100   | 46 %     | 2 712 700   | 43,4 %   |

:aXifres que inclouen tant els parlants que consideren només al català com a llengua habitual, materna o d'identificació com als que consideren d'aquesta manera tant al català com al castellà.

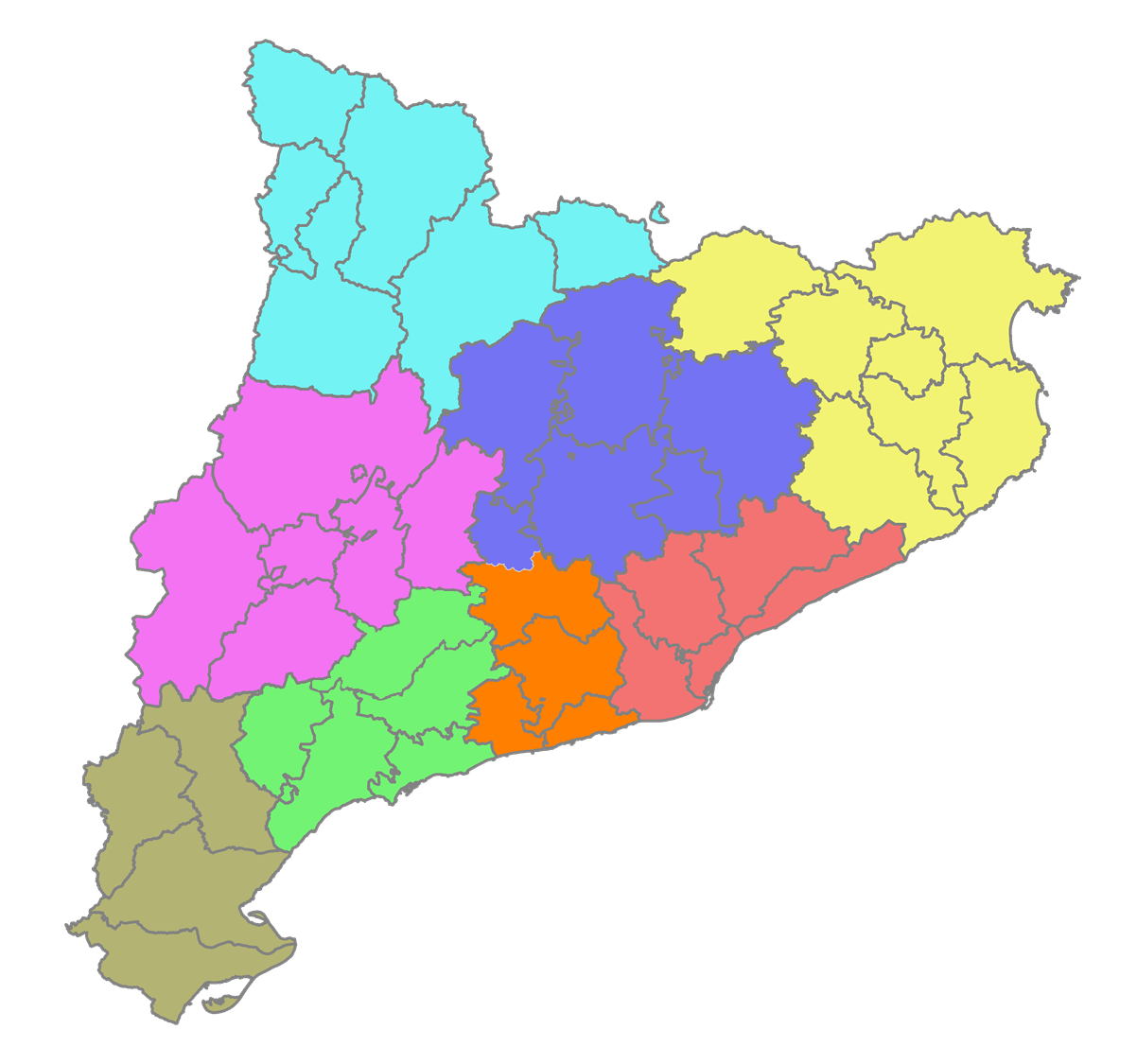
Àmbits funcionals territorials de Catalunya.
Àmbit metropolità
Comarques Gironines
Camp de Tarragona
Terres de l'Ebre
Ponent
Penedès
Comarques Centrals
Alt Pirineu i Aran

S'observa que el català es manté com a llengua habitual en termes absoluts entre 1980 i 2013, encara que de manera lenta, en comptes de retrocedir com al País Valencià o a la Catalunya del Nord. El retrocés en termes relatius que s'ha produït en el període 2003-2008 es deu a la important arribada d'immigrants a Catalunya, més de mig milió en aquest període, un 36 % dels quals tenen al castellà com a llengua pròpia. Altres estudis, com La Segona Generació a Barcelona: Un Estudi Longitudinal (març de 2009), aplicat a l'àrea metropolitana de Barcelona, assenyalen que aproximadament el 80 % dels immigrants de la zona d'estudi considerada prefereix utilitzar el castellà, un percentatge superior al dels que el parlen pel seu origen. Els autors creuen que és així per haver-se instal·lat els immigrants en barris on el castellà és més habitual.
Pel que fa a la distribució territorial (dades de 2013), l'ús del català (exclusiu, sense comptar els que parlen també habitualment el castellà) és predominant en les àrees funcionals de les Comarques gironines (51,5 %), Terres de l'Ebre (73,8 %), Ponent (61,9 %), Catalunya Central (63,0 %) i Alt Pirineu i Aran (61,3 %), on el català com a llengua habitual (exclusiva) és usat per més del 50 % de la població. Els graus menors d'ús exclusiu es donen en el Camp de Tarragona (38,6 %), el Penedès (35,5 %) i l'Àrea Metropolitana de Barcelona (27,8 %). Pel que fa a les dades de 2008, s'observa un augment percentual dels parlants habituals exclusius de català en 5 àrees (que va del 6,3 % a la Catalunya Central al 0,5 % de les Comarques gironines), una estabilització a l'Àrea Metropolitana de Barcelona (27,8 % el 2008 i 27,8 % el 2013) i un lleuger retrocés a Ponent (64,4 % el 2008 i 61,9 % el 2013).
La Generalitat de Catalunya ha dut a terme una tasca de foment i potenciació de l'ús del català com la llengua prioritària a Catalunya. Tant l'Estatut d'Autonomia de 1979 com el de 2006 defineixen el català com llengua pròpia de Catalunya. L'estatut de 2006 indica a més que:
| «                                                | El català […] és la llengua d'ús normal i preferent de les administracions públiques i dels mitjans de comunicació públics de Catalunya, i és també la llengua normalment emprada com a vehicular i d'aprenentatge en l'ensenyament. | » |
| — Estatut d'Autonomia de Catalunya, article 6.a. | |   |

## Cultura i lleure

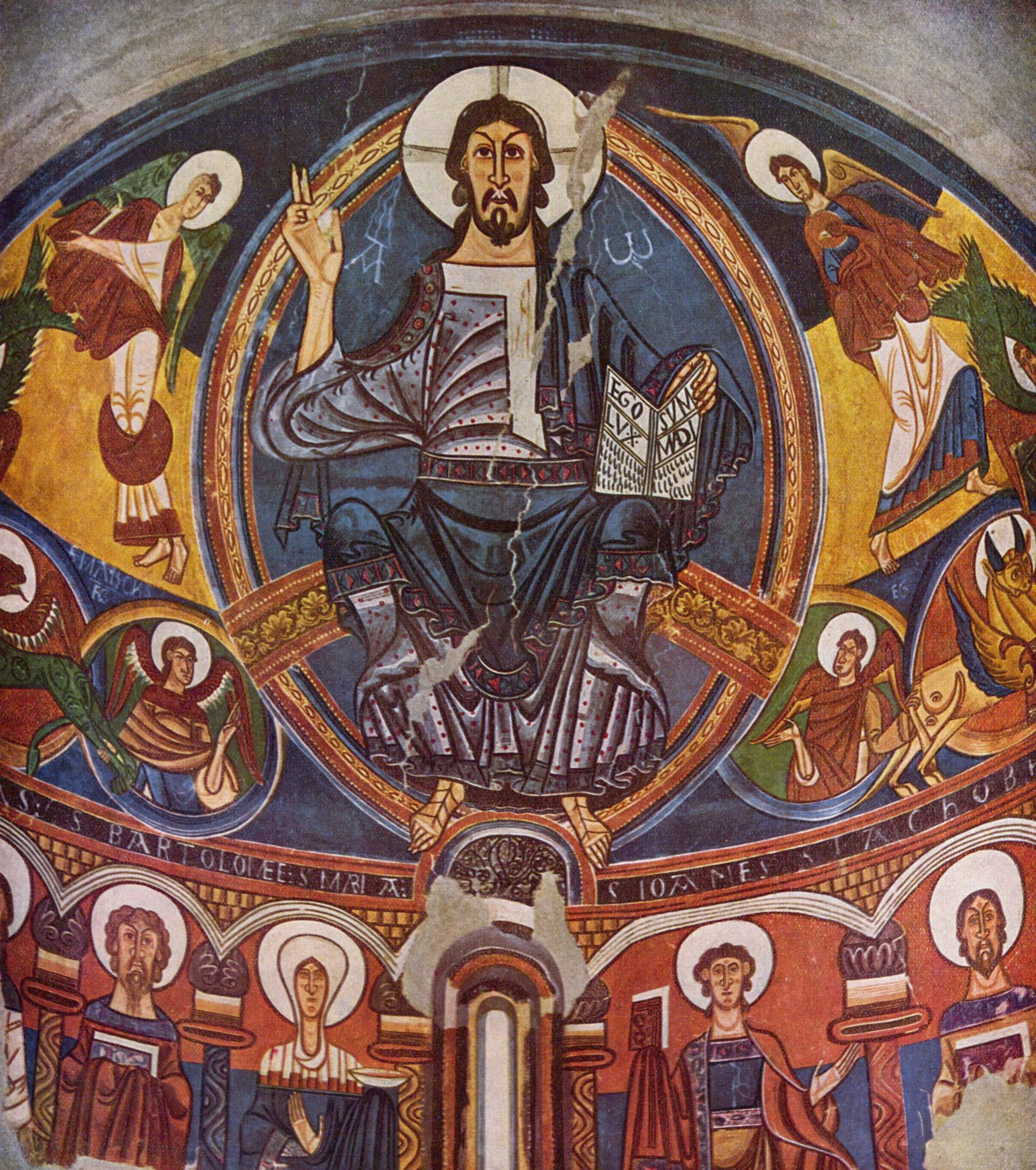
Pantocràtor de Sant Climent de Taüll, al Museu Nacional d'Art de Catalunya.

### Belles arts i arts populars
Catalunya ha donat al món moltes figures importants en els àmbits de la cultura. Els pintors catalans més coneguts internacionalment són Salvador Dalí, Joan Miró i Antoni Tàpies. Molt enllaçat amb l'ambient pictòric català, va ser el malagueny Pablo Picasso que va viure a Barcelona durant la seva joventut, formant-s'hi com a artista i iniciant-hi el moviment del cubisme. Altres artistes plàstics catalans són Ramon Casas, Josep Maria Subirachs i Marià Fortuny. Els museus pictòrics més rellevants de Catalunya són el Teatre-Museu Dalí, el Museu Picasso de Barcelona, la Fundació Antoni Tàpies, la Fundació Joan Miró, el Museu Nacional d'Art de Catalunya (MNAC), el Museu d'Art Contemporani de Barcelona (MACBA), el Centre de Cultura Contemporània de Barcelona (CCCB) i el CaixaFòrum.
En l'àmbit de l'arquitectura es van desenvolupar i adaptar a Catalunya els diversos estils artístics predominants a Europa, deixant empremta en les moltes esglésies, monestirs i catedrals, d'estil romànic (els millors exemples de la qual es troben a l'antiga Gòtia) i gòtic (els millors exemples de la qual es troben a les ciutats i a la Catalunya Nova). Altres exemples són l'arquitectura renaixentista, barroca i neoclàssica. El modernisme, a la fi del segle xix es presenta com l'art nacional, en especial en les arts decoratives. Els arquitectes catalans de renom mundial d'aquest estil són Antoni Gaudí, Lluís Domènech i Montaner i Josep Puig i Cadafalch. En l'àmbit del racionalisme arquitectònic, destacaren Josep Lluís Sert, Torres Clavé, i altres. Més recentment, destaquen els urbanistes Josep A. Coderch i Ricard Bofill entre molts altres.
En la literatura, destaquen dos moments històrics d'esplendor de les lletres catalanes. El primer comença amb les cròniques historiogràfiques dels segles xiii i xiv contemporànies a les novel·les cavalleresques del valencià Joanot Martorell i la poesia del també valencià Ausiàs March. El segon moment d'esplendor va començar durant el segle xix amb la Renaixença cultural i política. Destacaren Jacint Verdaguer, Narcís Oller, Joan Maragall i Àngel Guimerà. Durant el segle xx es van desenvolupar el noucentisme i els moviments d'avantguarda i hi destacaren els poetes Josep Carner, Carles Riba i J.V. Foix. Durant la Guerra Civil i el període del franquisme destacaren Josep Pla, Mercè Rodoreda i Salvador Espriu.
L'àmbit de la música és un dels sectors més vigorosos de la indústria cultural catalana, pel nombre d'activitats i esdeveniments musicals així com per la xarxa de recintes musicals, productores, compositors, intèrprets i grups de diferents gèneres que van néixer a Catalunya. Entre els compositors de música culta catalana més hom pot citar el violoncel·lista Pau Casals, la pianista Alícia de Larrocha, la pianista Leonora Milà i el violinista de gamba i musicòleg Jordi Savall. Entre els cantants d'òpera destaquen Victòria dels Àngels, Montserrat Caballé, Jaume Aragall i Josep Carreras.
Entre els cantautors de música popular en llengua catalana destaquen els artistes del moviment de la Nova Cançó, com ara Lluís Llach, Joan Manuel Serrat, Maria del Mar Bonet i Francesc Pi de la Serra; en castellà van destacar Serrat, Luis Eduardo Aute i Manolo García. En el jazz destaca Tete Montoliu, i en el rock Companyia Elèctrica Dharma El Último de la Fila, Sopa de Cabra, Els Pets i amb un estil més pop, Gossos. La música electrònica, experimental i independent s'ha vist beneficiada amb la celebració de festivals com ara LEM, el Sònar o el Primavera Sound.

### Costums i tradicions

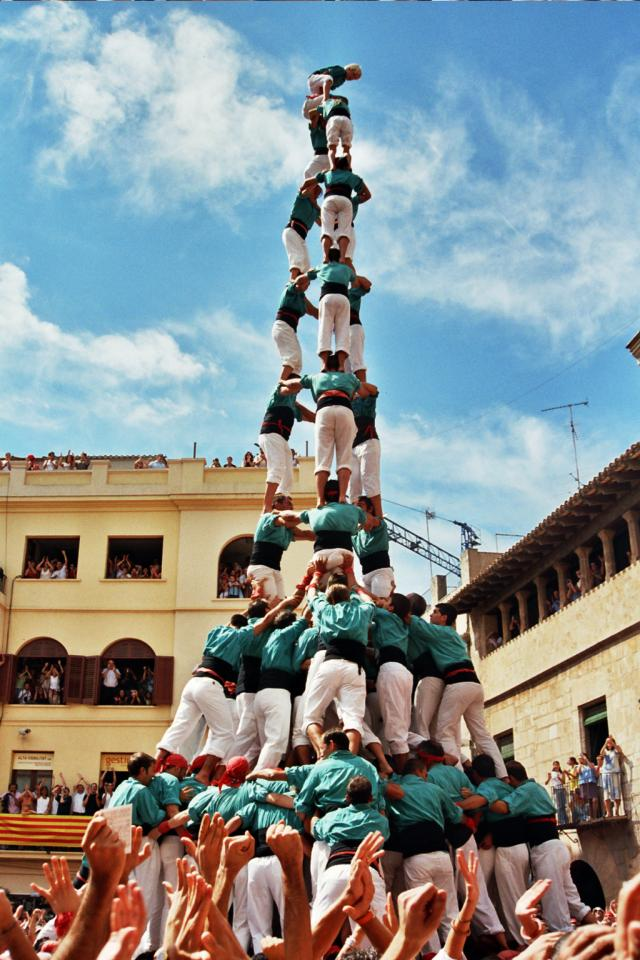
Tres de deu amb folre i manilles dels Castellers de Vilafranca

La sardana es considera la dansa nacional de Catalunya. És una dansa de grup que es balla en rotllana, on els balladors s'agafen de les mans, si és possible home-dona-home-dona… mirant tots al centre de la rotllana. S'acompanya amb el so dels instruments de vent de la cobla. El ball de bastons i la jota de les Terres de l'Ebre també són danses populars catalanes, així com les cantades d'havaneres, pròpies de la costa.
Una manifestació molt rellevant i molt coneguda internacionalment és l'aixecament de castells (torres humanes), tradició original del Camp de Tarragona, i que s'ha estès a altres regions de Catalunya. Els participants rivalitzen per formar-ne de més alts i de millor estructura, coronats amb l'enxaneta, un nen o nena que aixeca el braç.
El 23 d'abril, se celebra Sant Jordi, patró de Catalunya. Aquesta festa se celebra amb la tradició de regalar roses i llibres als familiars i amics.
El 23 de juny, Nit de Sant Joan, se celebra una popular revetlla. La tradició antiga popular inclou cremar fogueres per a allunyar els dimonis, les malalties i altres desgràcies; es menja coca i es beu cava.
El 28 de juliol del 2010, Catalunya va aprovar una llei per abolir les curses de braus. Aquesta nova llei, que serà efectiva a partir de l'1 de gener de l'any 2012, va partir d'una Iniciativa Legislativa Popular en la qual van firmar unes 180 000 persones.

### Festes populars

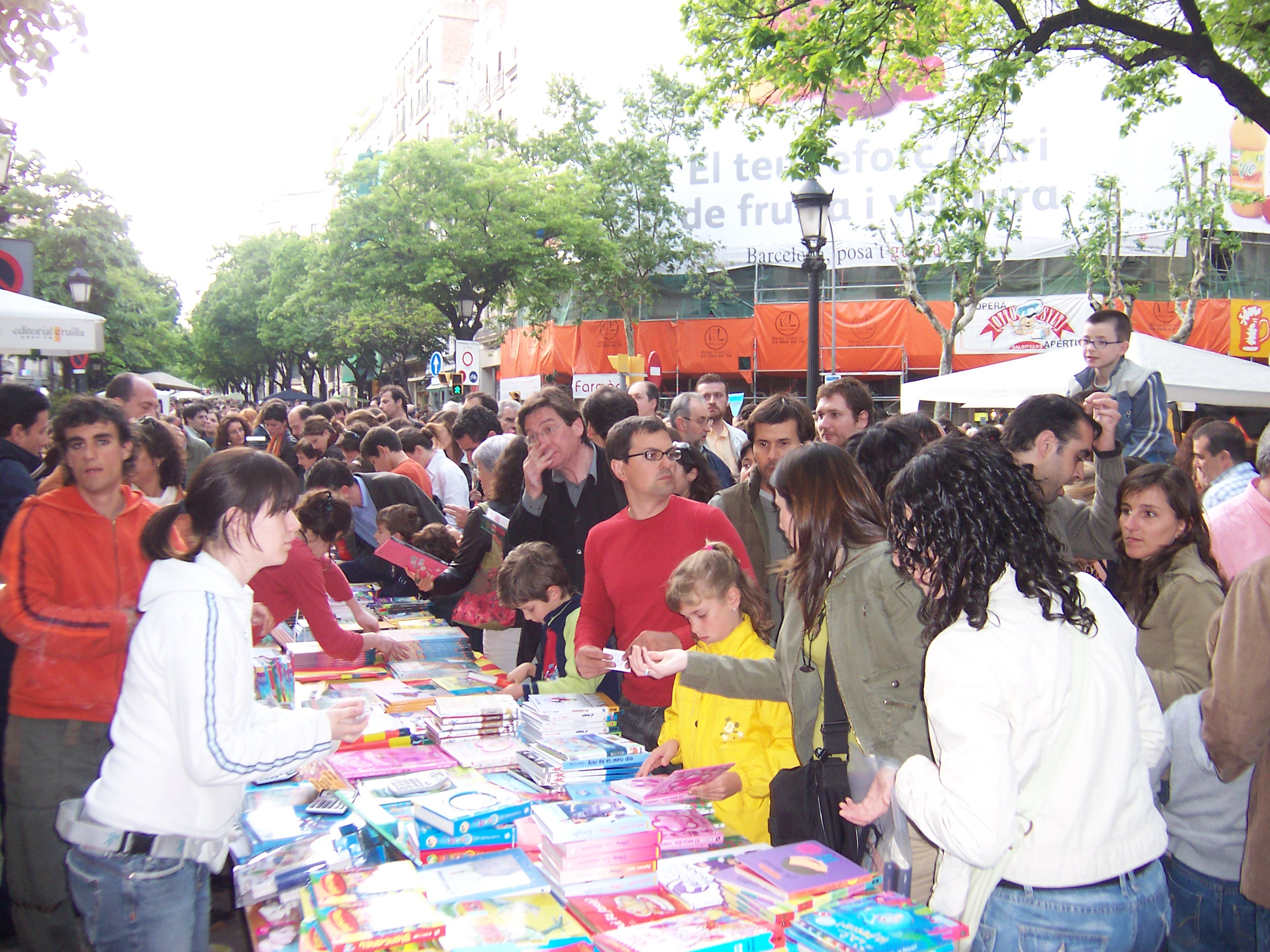
Parada de venda de llibres el Dia de Sant Jordi, a la Rambla de Catalunya barcelonina.

Les tres principals festivitats de Catalunya són les següents:
- Sant Jordi (23 d'abril). Patró de Catalunya. Dia laborable. La festivitat se celebra amb la tradició del regal de roses i llibres als éssers estimats la compra dels quals s'efectua sobretot en els llocs de venda de roses i llibres als carrers.
- Sant Joan (24 de juny). Dia no laborable. La festa, en realitat, se celebra la nit anterior, amb la tradició d'organitzar grans revetlles amb les quals es rep l'estiu, encenent fogueres i tirant petards. La nit més curta de l'any és, al seu torn, la més festiva, al costat de la nit de Cap d'Any. És tradició acabar el sopar menjant coca de Sant Joan i brindant amb cava.
- Diada nacional de Catalunya (11 de setembre), festa oficial de Catalunya. Dia no laborable. Es recorda la caiguda de Barcelona davant les tropes de Felip V l'11 de setembre de 1714, que va provocar l'abolició de les lleis i institucions pròpies del Principat de Catalunya. El Parlament la va declarar «festa nacional» en la seva primera llei després del seu restabliment, el 1980.[103] La jornada és prolífica en actes simbòlics i manifestacions de caràcter polític.

### Patrimoni de la humanitat

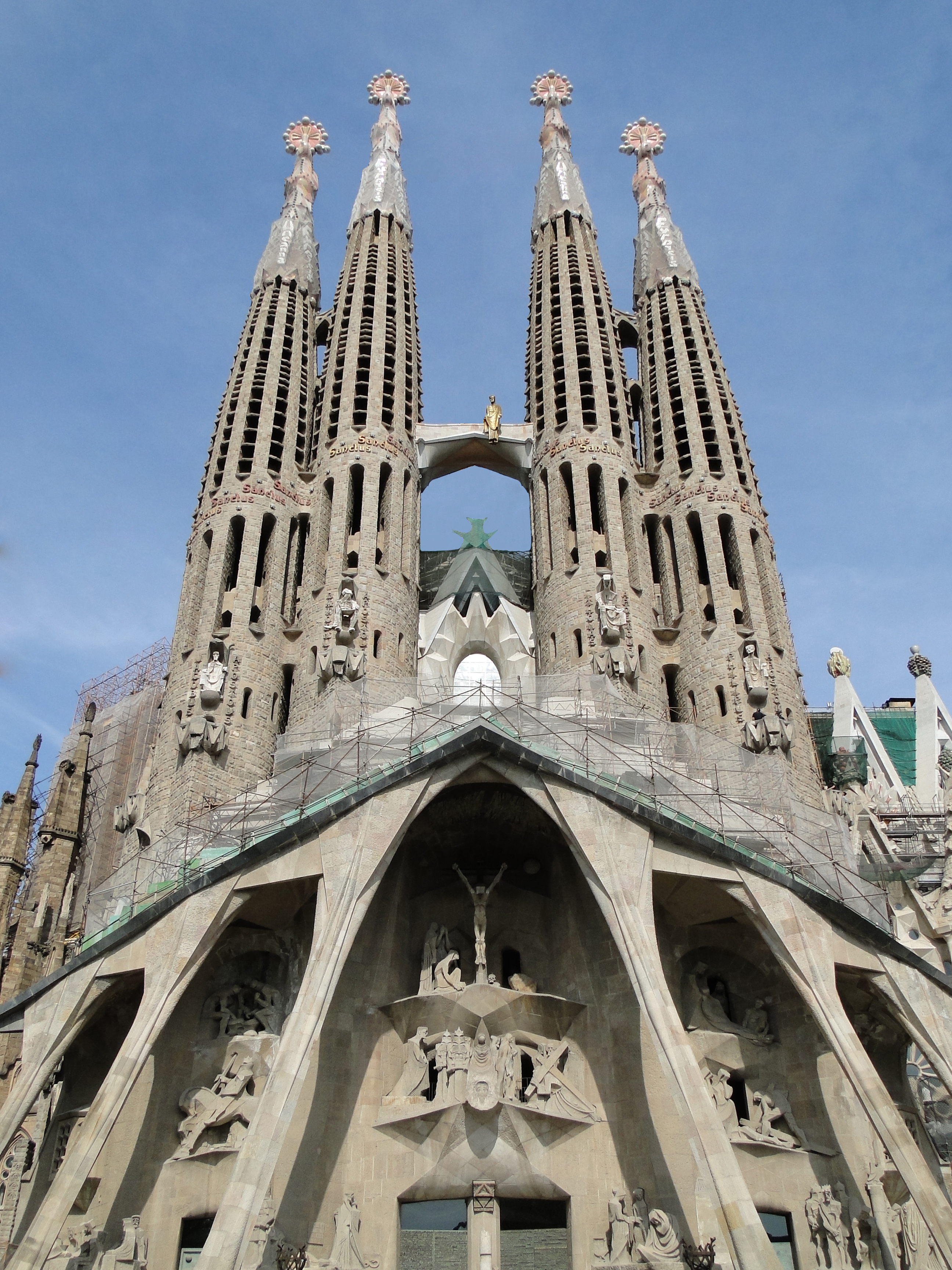
Temple de la Sagrada Família

El pla de protecció dels béns culturals i naturals de la Unesco conegut com a patrimoni de la humanitat ha catalogat nombroses obres que es troben a Catalunya. La primera adscripció al patrimoni de la humanitat van ser diverses obres d'Antoni Gaudí el 1984 per la seva contribució a l'arquitectura modernista, a les quals es van afegir algunes més el 2005 i es van agrupar sota la mateixa entitat. Aquestes obres són el Parc Güell, el Palau Güell, la Casa Milà, la façana del Naixement i la cripta de la Sagrada Família, la Casa Vicens, la Casa Batlló i la colònia Güell. El 1991 es va afegir a la llista el Monestir de Poblet, on reposen nombrosos monarques de la Corona d'Aragó. Set anys després es va sumar sota el mateix títol l'Art rupestre de l'arc mediterrani de la península Ibèrica, que s'estén pel litoral mediterrani peninsular, en el qual Catalunya contribueix amb nombroses mostres. El 2007 es va declarar patrimoni de la humanitat el Palau de la Música Catalana i l'Hospital de Sant Pau en una mateixa entitat, ambdues obres modernistes de Lluís Domènech i Montaner. El 2000 es van afegir a la llista dos conjunts: la formada per les Esglésies romàniques de la Vall de Boí i el Conjunt arqueològic de Tàrraco. L'última incorporació va ser la de la Patum de Berga, el 2005, categoritzada com a Patrimoni oral i immaterial de la Humanitat.

### Cultura catalana
Els catalans i les catalanes són un poble o una ètnia europea i mediterrània que té les seves arrels als Pirineus orientals i territoris adjacents. Històricament, es consideren com a catalans els individus de parla catalana que, generalment, són originaris d'algun dels territoris modernament anomenats Països Catalans. A partir del segle xvi es va generalitzar l'ús del gentilici de valencià, tant per la llengua com pels habitants, i més tard el gentilici de mallorquí, perdent-se la unitat del gentilici català i la consciència de col·lectivitat, sobretot a partir de la Guerra de Successió. Al començament del segle xx el moviment catalanista va propugnar la recuperació de la generalització del gentilici català comú, malgrat la regionalització del gentilici al Principat i de les reticències sorgides en amplis sectors de les Illes Balears i del País Valencià. Acadèmicament, es va superar la polèmica sobre el nom de la llengua i de la literatura comunes (català), mentre que en l'àmbit polític determinats sectors intenten (especialment des de la transició democràtica) de promoure la disgregació. Això no obstant, segons el Diccionari de la Llengua Catalana de l'Institut d'Estudis Catalans, català és la persona natural dels Països Catalans. Tanmateix, la condició política de catalans únicament és reconeguda oficialment en dos territoris: 
- En la Comunitat Autònoma de Catalunya,:[107]

Article 7:
1. Gaudeixen de la condició política de catalans o ciutadans de Catalunya els ciutadans espanyols que tenen veïnatge administratiu a Catalunya. Llurs drets polítics s'exerceixen d'acord amb aquest Estatut i les lleis, així com els que emigren i els seus descendents.

- També és reconegut el gentilici català en la Catalunya del Nord.[108][109]

El mot català/-ana és el gentilici de Catalunya. L'etimologia d'ambdós mots és incert i obert a interpretacions. La teoria més acceptada és que fa referència al terme castlà o catlà, mot que guardaria relació amb el governador d'un castell, en francès chastelain i châtelain, en occità chastelan o castelan (i segons alguns dialectes meridionals, pronunciat "castelà"), en castellà castellano. Amb l'addició del sufix -ia donaria lloc a les formes llatines de Catalonia i Catalaunia, que significaria terra de castells, D'acord amb aquesta teoria, el terme castellà en seria homòleg. Una altra teoria suggereix que Catalunya prové de "Gotholàndia" és a dir la terra dels gots; de fet, els francs sovint anomenaven el territori català (o fins i tot, la península Ibèrica) com a Gòtia. Altres teories suggereixen que prové d'un mític príncep alemany, Otger Cataló, o del mot laketani, tribu que habitava les terres del que avui són el Vallès i el Barcelonès, i que per influència italiana va evolucionar a katelans i d'aquí a catalans.
La primera referència documental del terme Catalunya apareix al Liber Maiolichinus de Gestis Pisanorum Illustribus, una epopeia llatina que narra la Croada pisano-catalana de l'any 1113-1114 contra Madina Mayurqa, cabdellada per l'arquebisbe de Niça Pere II i el comte Ramon Berenguer III de Barcelona. Aquesta obra fou redactada entre 1115 i 1120 i es refereix al comte de Barcelona com «Dux Catalanensis», al seu territori com a «Catalania», i als seus homes com a «Catalanenses». Malgrat els diversos estudis, es desconeix encara l'etimologia de la paraula «català» i «Catalunya», així com tampoc s'entén per què apareix primer en un document pisà i no en la documentació catalana.

### Mitologia catalana

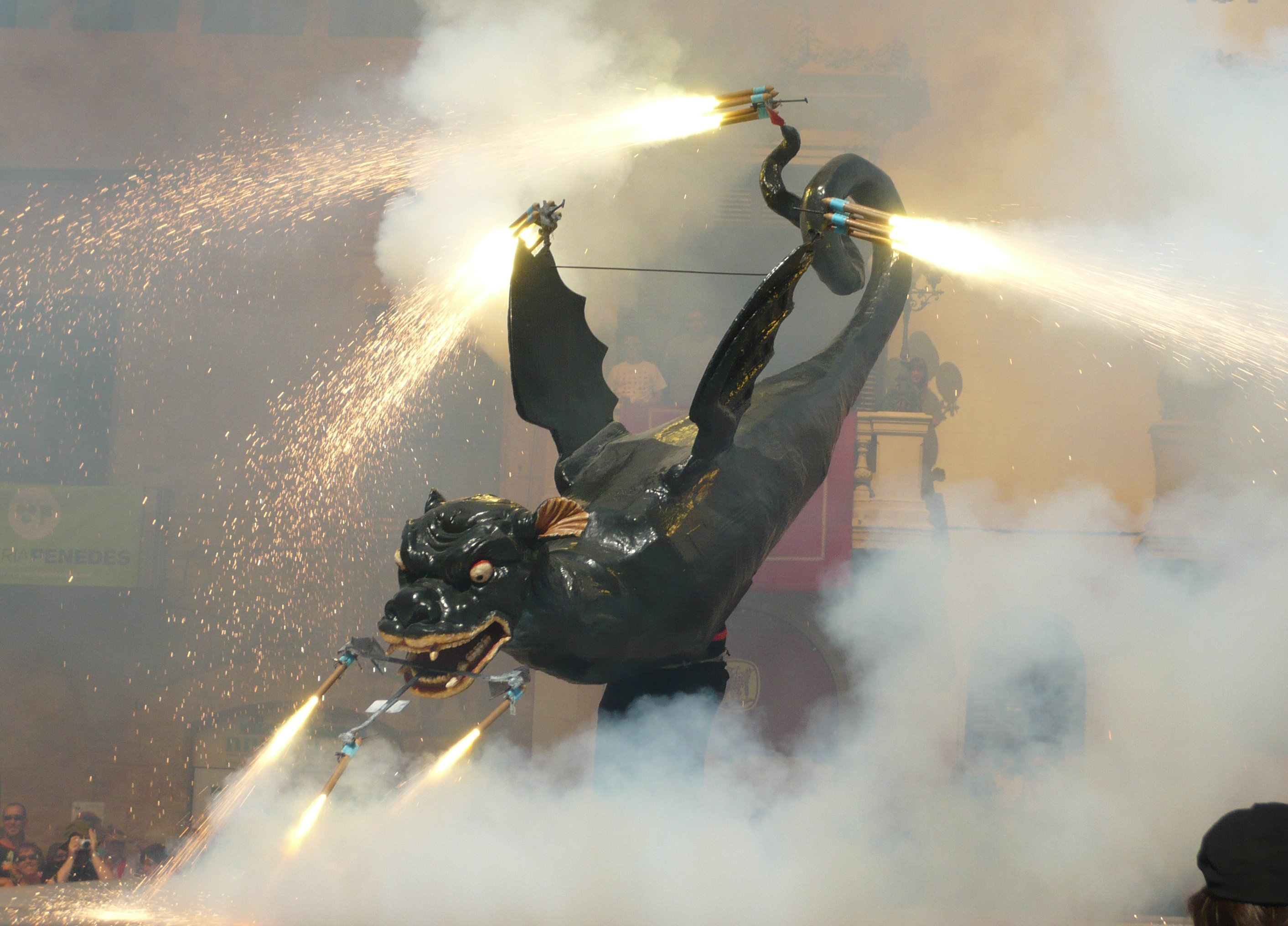
Drac de Vilafranca del Penedès (s.XV)

La Mitologia catalana és el llegendari que s'ha explicat durant generacions a Catalunya o als Països Catalans. Es tracta d'un conjunt d'històries de transmissió oral centrades en personatges singulars o en explicar l'existència de construccions i particularitats locals. Poden ser la transformació de mites europeus similars o bé tradicions pròpies. Com a representació cultural transcendeix els límits fronterers actuals, essent una manifestació més de la cultura catalana.
Eminentment de transmissió oral, es pot dir que hi ha similituds amb les cultures limítrofes. No obstant això, als Països Catalans s'hi presenten una sèrie de característiques pròpies com els diferents personatges fruit de la diferenciació cultural.
L'origen de la mitologia possiblement recollia part de les creences preromanes integrades en el paganisme romà, és el cas de les faies. Els lars haurien derivat cap a les figures dels gnoms i follets, les nimfes derivarien a moltes figures lligades a l'aigua com ara les aloges o bé les dríades derivarien a esperits del bosc com ara les fades.

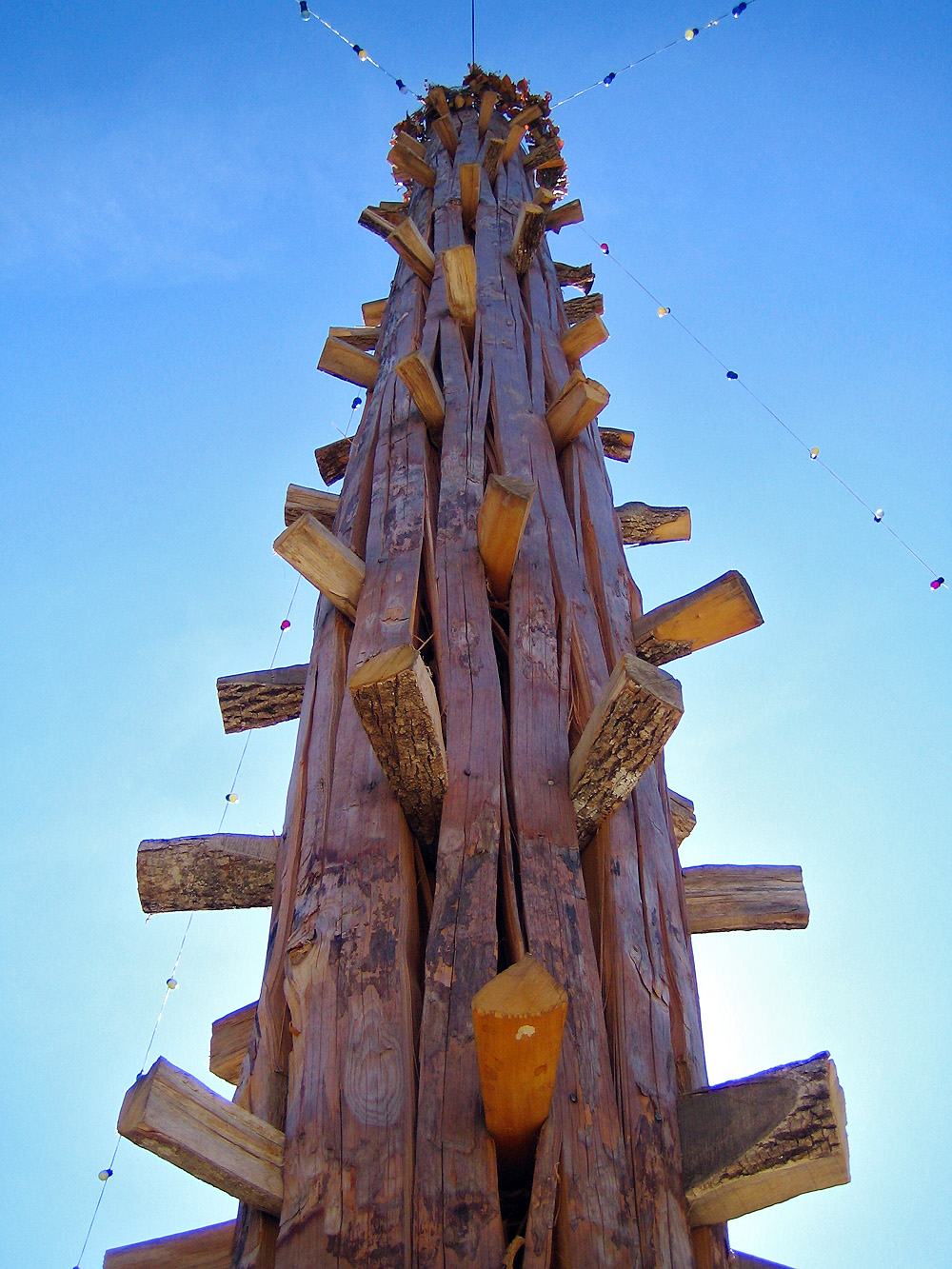
La crema d'objectes durant el solstici d'estiu és un ritual habitual des de temps prehistòrics al Pirineu català.

La cristianització de l'Imperi Romà i especialment l'edicte de Milà del 313 condemnarien pràcticament aquestes manifestacions a la clandestinitat cultural, no obstant això, la penetració fou més profunda a les zones rurals i no tan intensa a causa del bon arrelament que tingué l'arrianisme al regne visigot peninsular. El sorgiment de l'islam i la conquesta de la península Ibèrica importà algunes creences i llegendes pròpies dels pobles semítics i en generaren força lligades als fets de l'ocupació sarraïna i la contesta militar del Regne Franc (p. ex. cançó de Rotllan); així i tot, el paganisme persistí amb força a les àrees rurals. Els rituals màgics, les rondalles i llegendes foren una forma d'entendre i transmetre coneixements sobre les herbes remeieres, la història i la moral entre les classes sense instrucció.
L'Església catòlica generà la seva pròpia mitologia al voltant de les figures de determinats sants: Sant Narcís i la llegenda de les mosques durant el setge de Girona del 1285, Sant Jordi i el drac, el suposat martiri de Santa Eulàlia de Barcelona i fins i tot en vida com sant Vicent Ferrer. També fou època de les epidèmies de pesta negra i com a conseqüència es desenvoluparen les danses de la mort o danses macabres que foren representades en diverses localitats catalanes durant segles.
A partir de la baixa edat mitjana els éssers mitològics foren considerats dimonis o bé entitats relacionades amb la bruixeria i perseguits per l'Església catòlica. La inquisició practicà múltiples execucions públiques i crema d'objectes per tal d'erradicar la bruixeria. Molta de la casuística fou recollida per Sprenger i Kramer al Malleus maleficorum i en l'àmbit peninsular autors com els religiosos Martín del Rio (Disquisiciones mágicas, 1599), Fuentelapeña (El ente dilucidado, 1676), Benito Jeronimo Feijoo (Teatro crítico universal, segle xviii). El racionalisme dels segles XVII i XVIII relegà les creences sobre bruixeria i els éssers fantàstics als contes per fer por als nens i bandejada dels costums i creences generals.
Ben entrat el segle xix amb la Renaixença i el modernisme se cercaren els referents mitològics catalans i molts autors s'interessaren a cercar i documentar aquests costums i rituals propis, destacant-se'n entre tots la figura de Joan Amades en la seva obra gairebé enciclopèdica, recolliren moltes de les llegendes, costums, cançons i rondalles. L'esplendor medieval esdevingué un referent històric i cultural i per aquest motiu s'inventariaren especialment els relats de l'època.

### Gastronomia

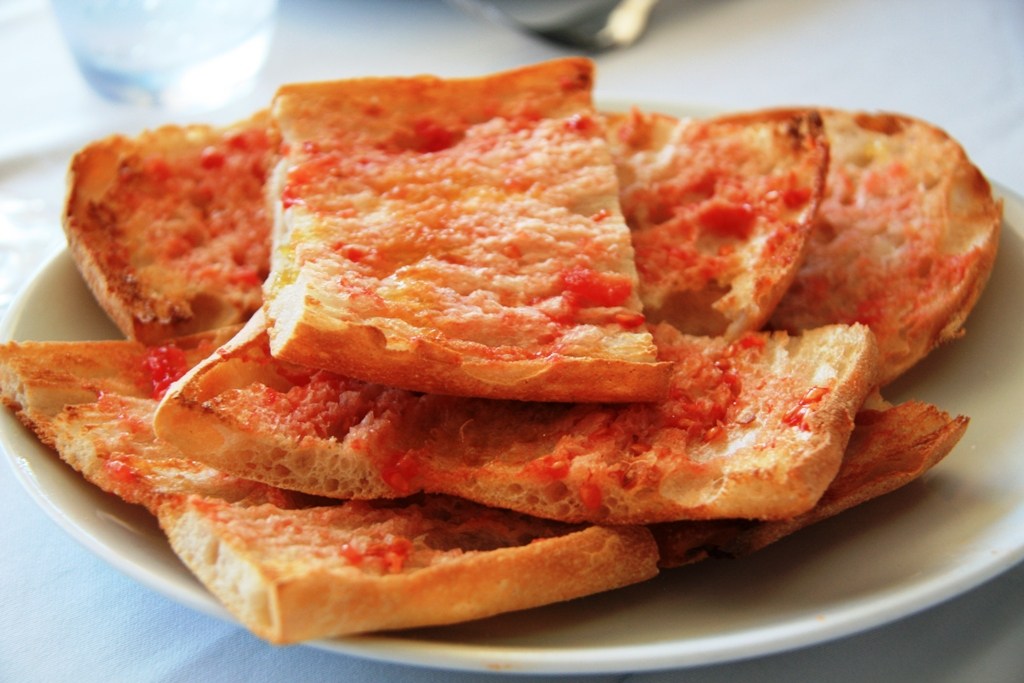
Llesques de pa amb tomàquet

La gastronomia de Catalunya posseeix una gran tradició culinària. Els seus processos culinaris ja es descriuen documentalment d'ençà del segle xv. Ofereix una gran varietat de productes tant del mar com de la muntanya i l'horta. Sent en algunes ocasions característica la mescla de tots dos com és el cas del mar i muntanya. La cuina catalana ha aportat tot un seguit de plats típics del país amb guisats de peix com els suquets o la sarsuela, l'escudella (una espècie de bullit), la calçotada i la salvitxada. És típic de Catalunya el Pa amb tomàquet, que acompanya a molts plats de carn o embotits, i amb el qual s'elaboren els entrepans. Les salses com l'allioli i el romesco són les salses més característiques de la cuina catalana. És destacable la riquesa d'embotits que s'elaboren a la comarca d'Osona, especialment el fuet de Vic. Les botifarres de diverses composicions. Quant a la rebosteria, són famoses la crema catalana, els panellets, que s'elaboren especialment al novembre, el Menjar blanc, etc.
Catalunya també es distingeix per la seva gran tradició vinícola. Les zones del Penedès, Alella, Priorat i el Segre són grans productores d'una gran varietat de vins. El més conegut i exportat és el cava del Penedès, la producció del qual lideren empreses familiars com Freixenet i Codorníu.
Cal anotar que Catalunya ofereix una gran varietat de restaurants amb cuina de totes les regions espanyoles, així com de cuina internacional. Malgrat que Barcelona és la ciutat amb major quantitat i varietat de restaurants, els més prestigiosos, i distingits amb més estrelles Michelin l'any 2012 són el "Sant Pau" de Carme Ruscalleda que es troba a Sant Pol de Mar i El Celler de Can Roca a Girona.
Altres referents gastronòmics han estat "El Bulli" de Ferran Adrià, que es trobava a Roses, tancat el 30 de juliol de 2011; i el restaurant "Can Fabes" de Santi Santamaria, situat a Sant Celoni.

### Mitjans de comunicació
Catalunya té una gran quantitat de mitjans de comunicació tant en llengua catalana com castellana, i fins i tot un gran nombre de mitjans bilingües.

#### Televisió
La Televisió de Catalunya, cadena pública de Catalunya que emet íntegrament en llengua catalana, és la principal televisió catalana. Té cinc canals: TV3, Canal 33, 3/24, Esport3 i el Canal Super3. TVC competeix en audiències amb canals en castellà de grups de comunicació espanyols, principalment Radiotelevisión Española, Atresmedia i Mediaset España Comunicación. Aquests grups tenen la seu a Madrid, però disposen de centres de producció a Catalunya, des d'on emeten alguns programes.
Altres televisions de menor audiència, encara que de presència destacable són 8 TV, televisió privada del Grup Godó que emet en català, Barça TV, El Punt Avui TV, i les televisions locals, l'exponent més gran de les quals és Barcelona Televisió, que també emeten en català.

#### Premsa
Els dos principals grups editors catalans de premsa i revistes són el Grup Godó i el Grup Zeta. Cadascun dels grups té una gran varietat de capçaleres tant de diaris d'informació general com esportiva, i de revistes.
Els dos principals diaris catalans d'informació general són El Periódico de Catalunya (Grup Zeta) i La Vanguardia (Grup Godó), tots dos amb edicions en català i castellà. Són els dos periòdics amb major tiratge i distribució a Catalunya, per davant de diaris en castellà d'àmbit estatal com "El País" o "El Mundo", que també tenen delegacions a Catalunya. També destaquen els diaris editats només en català El Punt Avui i Ara. Hi ha nombrosos diaris comarcals escrits en català, i d'àmbit més local. Els més destacats són El 9 Nou, Segre, Regió 7, Diari de Girona i el Diari de Tarragona.
En l'àmbit de la informació esportiva destaquen Sport, del Grup Zeta, i El Mundo Deportivo (Grup Godó). Tots dos estan escrits íntegrament en castellà. En llengua catalana destaca L'Esportiu.

#### Ràdio
La ràdio amb major audiència a Catalunya és RAC 1 (Grup Godó), que emet íntegrament en català, com la segona, Catalunya Ràdio, la ràdio pública pertanyent a la Corporació Catalana de Ràdio i Televisió.

#### Grups comunicatius i productores
Catalunya és seu de forts grups de comunicació que actuen tant en el sector audiovisual com en el de la premsa, l'edició de llibres i revistes, i la producció cinematogràfica. Els més rellevants són el Grup Godó, el Grupo Planeta i el Grup Zeta. També són molt destacables, especialment en l'àmbit audiovisual, les productores Gestmusic, El Terrat, Focus i Mediapro. També cal assenyalar la Corporació Catalana de Mitjans Audiovisuals, empresa pública de l'administració autonòmica catalana, titular de Televisió de Catalunya i Catalunya Ràdio, entre altres mitjans.

### Esports

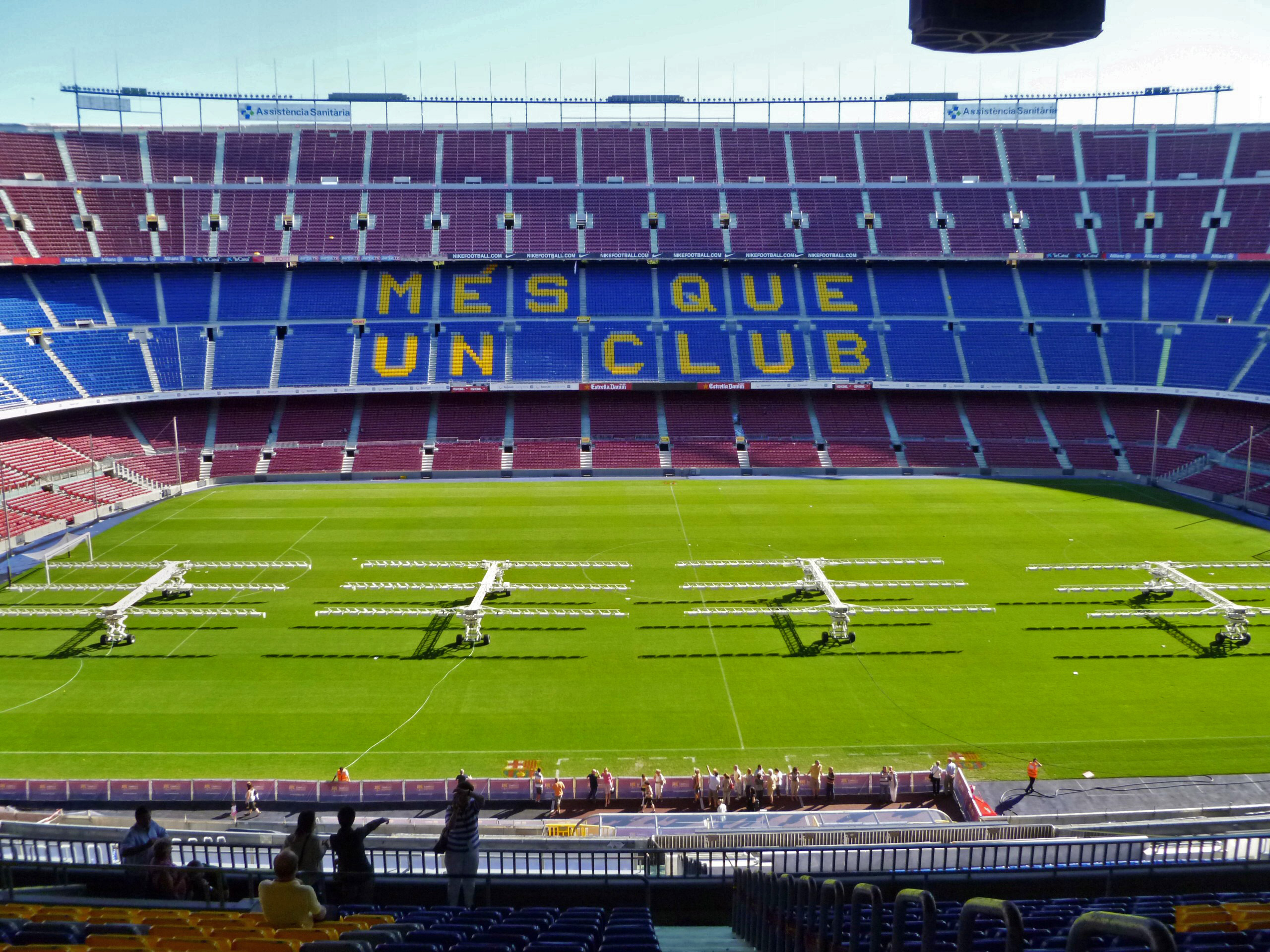
Estadi Camp Nou

Catalunya és un país amb gran tradició esportiva, especialment des de principis del segle xx, data en què s'hi van fundar els grans clubs en tots els àmbits que, en alguns casos, van ser els primers d'Espanya a fundar-se. Els esports més populars són el futbol, el bàsquet, el tennis, l'hoquei i d'altres. Cal esmentar també l'afició per l'esquí, i les nombroses estacions d'esquí situades als Pirineus catalans entre les quals destaca Baqueira-Beret, la més gran d'Espanya. També hi ha gran afició al ciclisme.
Els clubs de futbol més importants de Catalunya són el Futbol Club Barcelona i el RCD Espanyol, ambdós de Barcelona, que juguen a la primera divisió del futbol espanyol. Actualment, el Girona FC també juga a primera divisió. Altres equips importants són el Gimnàstic de Tarragona, el CF Reus Deportiu, tots dos la segona divisió. El FCB ha guanyat 25 vegades el títol de campió de la Lliga Espanyola i cinc vegades la Lliga de Campions, a més d'altres títols importants. Destaca la consecució en un mateix any (2009) dels sis títols possibles (Liga BBVA, Copa del Rei, Lliga de Campions, Supercopa d'Espanya, Supercopa d'Europa i Mundial de Clubs de la FIFA). És el primer i únic equip de la història a aconseguir-ho. Per altra banda, el RCD Espanyol de Barcelona ha aconseguit entre d'altres títols, 4 Copes del Rei.
Catalunya ha organitzat dos dels esdeveniments esportius internacionals més importants: els Jocs Olímpics d'estiu, i sent-ne l'única seu espanyola a fer-ho, el 1992, els Jocs Mediterranis de 1955, els campionats del món d'atletisme i natació, i l'Eurobasket. Catalunya va ser seu local per a la Copa del Món de Futbol d'Espanya el 1982. S'hi celebren també el Gran Premio de España de Fórmula 1, i el Gran Premi de Catalunya de MotoGP en el Circuit de Catalunya de Montmeló; així com el Ral·li Costa Brava i La volta a Catalunya.
Dotze federacions esportives catalanes són oficialment reconegudes per les federacions internacionals. Aquestes federacions compten amb seleccions en catorze disciplines, cap d'elles olímpica, que participen a escala internacional de manera oficial, representant Catalunya. Les catorze seleccions catalanes són de futbol sala, corfbol, pitch & putt, futbol australià, fisicoculturisme, taekwondo, twirling, kickboxing, karate, icestock, raquetball, cursa de muntanya, esquí de muntanya i escalada.

#### Selecció catalana de futbol

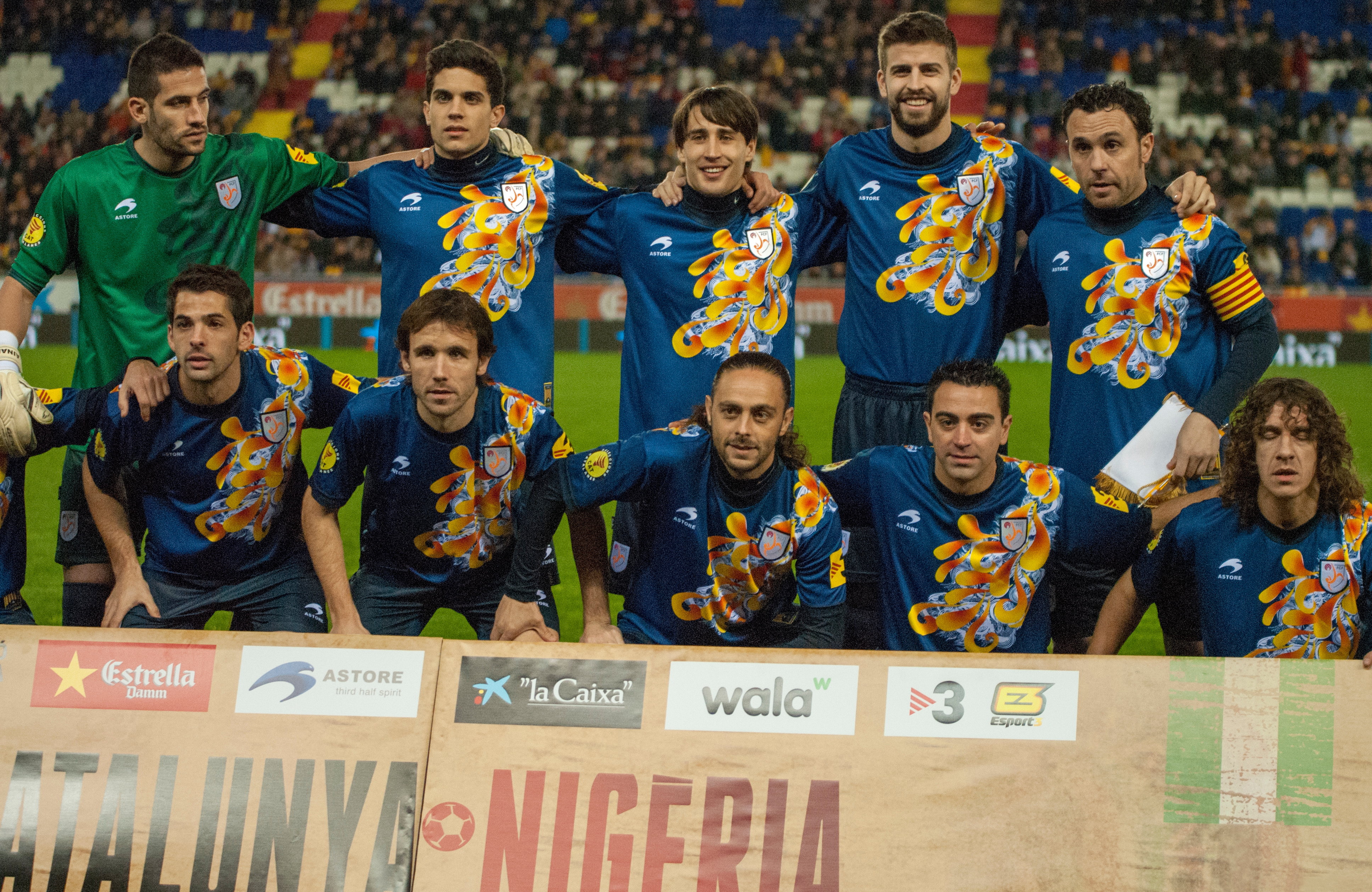
Equip inicial al partit Catalunya-Nigèria, de gener de 2013.

Històricament, s'ha conegut com a selecció o seleccions catalanes de futbol a les formacions que han competit sota la jurisdicció de la Federació Catalana de Futbol (FCF).
La selecció catalana de futbol no està reconeguda per la FIFA, per l'oposició de la Federació Espanyola de Futbol i del Consell Superior d'Esports (CSD), i, per tant, només pot jugar partits amistosos internacionals. Tanmateix, sí que pot competir oficialment com a selecció autonòmica a les competicions de la Federació Espanyola de Futbol que organitza normalment per a categories inferiors. La selecció absoluta masculina té com a seleccionador a Gerard López des de 2013.
El 22 de desembre del 2009, Catalunya s'adjudicà el I Trofeu Catalunya Internacional, guanyant la selecció argentina.

### Ciència i tecnologia
La recerca científica i tecnològica ha estat un dels pilars del desenvolupament econòmic i industrial de Catalunya. Alguns dels científics més cèlebres de Catalunya són Narcís Monturiol, l'astrònom Josep Comas i Solà, el climatòleg Eduard Fontserè, el bioquímic Joan Oró o el biòleg Ramon Margalef. En la recerca científica econòmica destaca Andreu Mas-Colell.
Tant el govern com les empreses privades realitzen grans inversions econòmiques per a potenciar les recerques científiques i tecnològiques. Destaca en aquest cas el Consell Superior d'Investigacions Científiques.